# Turismul în Republica Moldova

Pomul vieții, brand turistic al Republicii Moldova

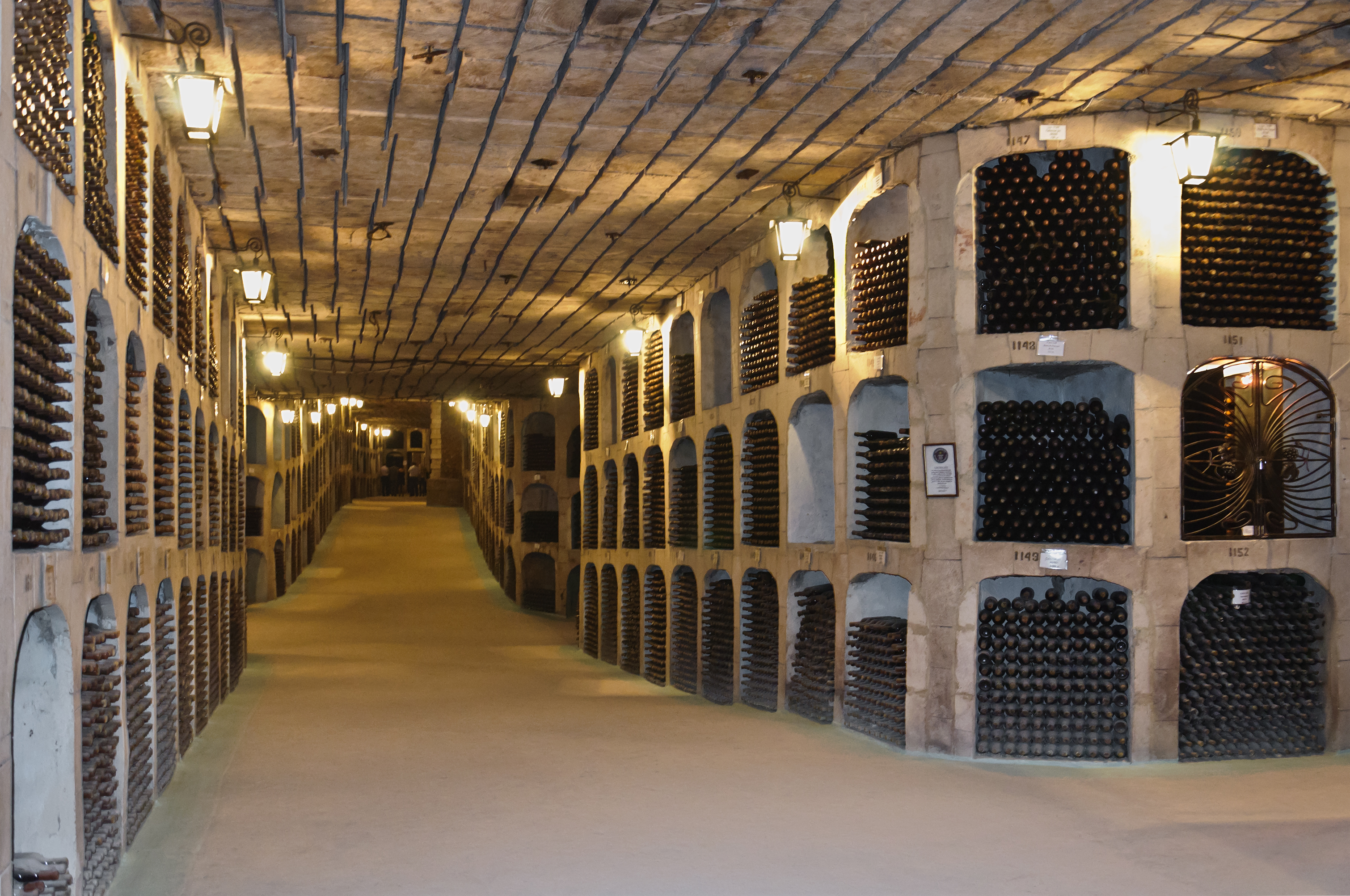
Cea mai mare colecție de vinuri din Europa se afla in pivnițile de la Mileștii Mici (este inclusă în Guinness World Records)

Turismul în Republica Moldova are un potențial de dezvoltare, prezentând o combinație complexă de medii naturale (arii naturale, masive forestiere în centrul țării, toltre, defilee, lunci) și artificiale (lăcașuri medievale, cetăți, orașe cu diverse stiluri arhitecturale, stațiuni balneare, festivaluri, vinării etc).
Potențiale forme de turism care ar putea concura pe piața internațională sunt de asemenea: turismul vinicol, ecoturismul, turismul de recreare, de sănătate și cel cultural.

## Destinații

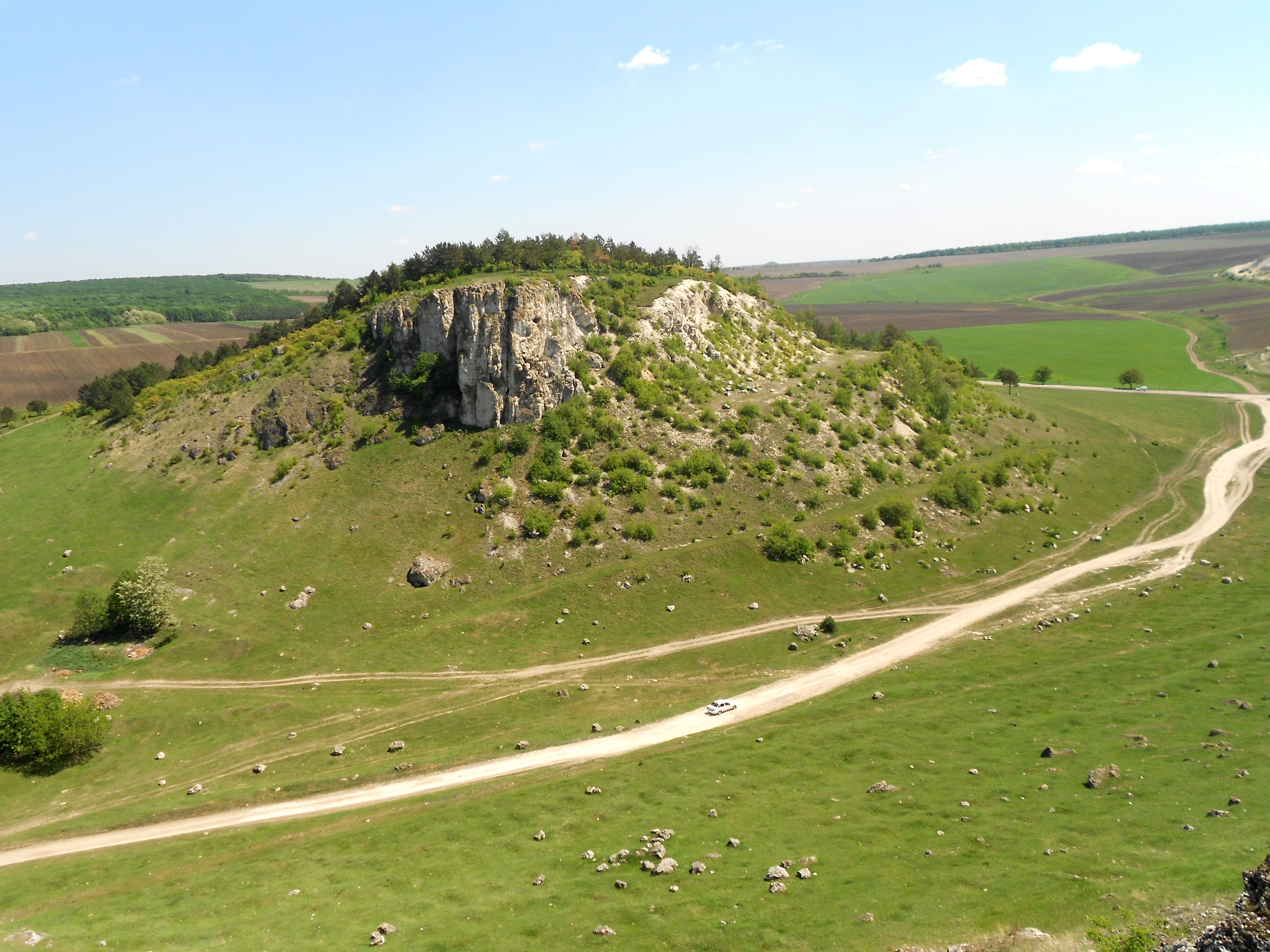
Rezervația peisagistică Fetești, amplasată în nord-vestul țării

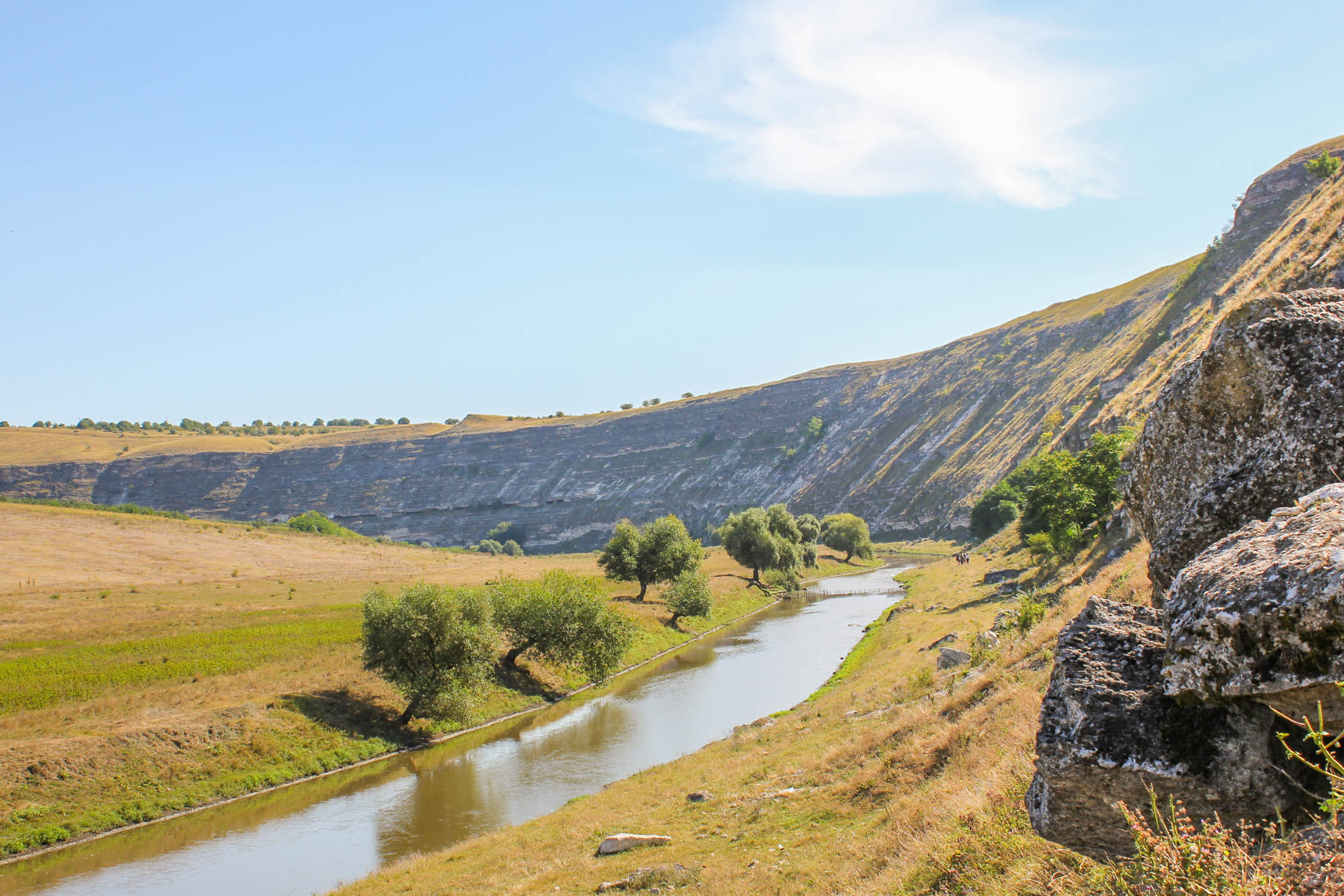
Parcul Național Orhei

### Atracții din mediul natural
- Codru (masiv forestier)
- Pădurea Domnească – Balatina - Viișoara, Glodeni
- „Inima Nistrului” (insulă)[4] – Naslavcea, Ocnița
- Izvorul Jeloboc[4] – Jeloboc, Orhei
- Peștera "Emil Racoviță" – Criva, Briceni
- Peștera Surprizelor[4] – Zolonceni, Criuleni
- Prutul de Jos[5] – Văleni, Cahul
- Rezervația peisagistică Saharna[5] – Saharna, Rezina
- Împrejurimile satului Socola[4], Șoldănești
- Stejarul lui Ștefan cel Mare[4] – Cobîlea, Șoldănești
- Rezervația naturală “Codrii”
- Parcul Național Orhei – Orhei
- Rezervația peisagistică Temeleuți

### Atracții antropogene
- Biserica Adormirii Maicii Domnului[4] – Căușeni
- Biserica de lemn din Horodiște[4] – Horodiște, Călărași
- Casa-muzeu „Alecu Donici”[5] – Donici, Orhei
- Cetatea Soroca – Soroca
- Conacul lui Manuc Bei[5] – Hîncești
- Conacul Zamfirache Ralli[5] – Dolna, Strășeni
- „Hanul lui Hanganu”[6] – Lalova, Rezina
- Mănăstirea Călărășeuca[4] – Călărășeuca, Ocnița
- Mănăstirea Căpriana – Căpriana, Strășeni
- Mănăstirea Frumoasa[5] – Frumoasa, Călărași
- Mănăstirea Japca[7] – Japca, Florești
- Mănăstirea Hîncu[7] – Bursuc, Nisporeni
- Mănăstirea Hîrbovăț[5] – Hîrbovăț, Călărași
- Mănăstirea Hîrjauca[5] – Hîrjauca, Călărași
- Mănăstirea Noul Neamț[5] –Chițcani, Căușeni
- Mănăstirea Saharna[5] – Saharna, Rezina
- Mănăstirea Răciula[5] – Răciula, Călărași
- Mănăstirea Țipova[5] – Țipova, Rezina
- Orheiul Vechi – Butuceni - Trebujeni, Orhei
- Stațiunea balneoclimaterică „Codru”[6] – Hîrjauca, Călărași
- Stațiunea balneoclimaterică „Nufărul Alb”[6] – Cahul
- Vinăria Cricova – Cricova
- Vinăria Purcari – Purcari, Ștefan Vodă
- Vinăria Mileștii Mici[7] – Mileștii Mici, Ialoveni

## Numărul turiștilor străini după an
Cei mai numeroși turiști în 2014,
după țara lor de origine:
     România (21,2%)
     Rusia (13,9%)
     Ucraina (10,7%)
     Germania (4,9%)
     Turcia (4,8%)
     Italia (4%)
     Statele Unite (3,9%)
     Israel (3,7%)
     Celelalte țări (32,9%)
Numărul turiștilor și excursioniștilor străini, care au vizitat Republica Moldova în ultimul deceniu:

## Galerie

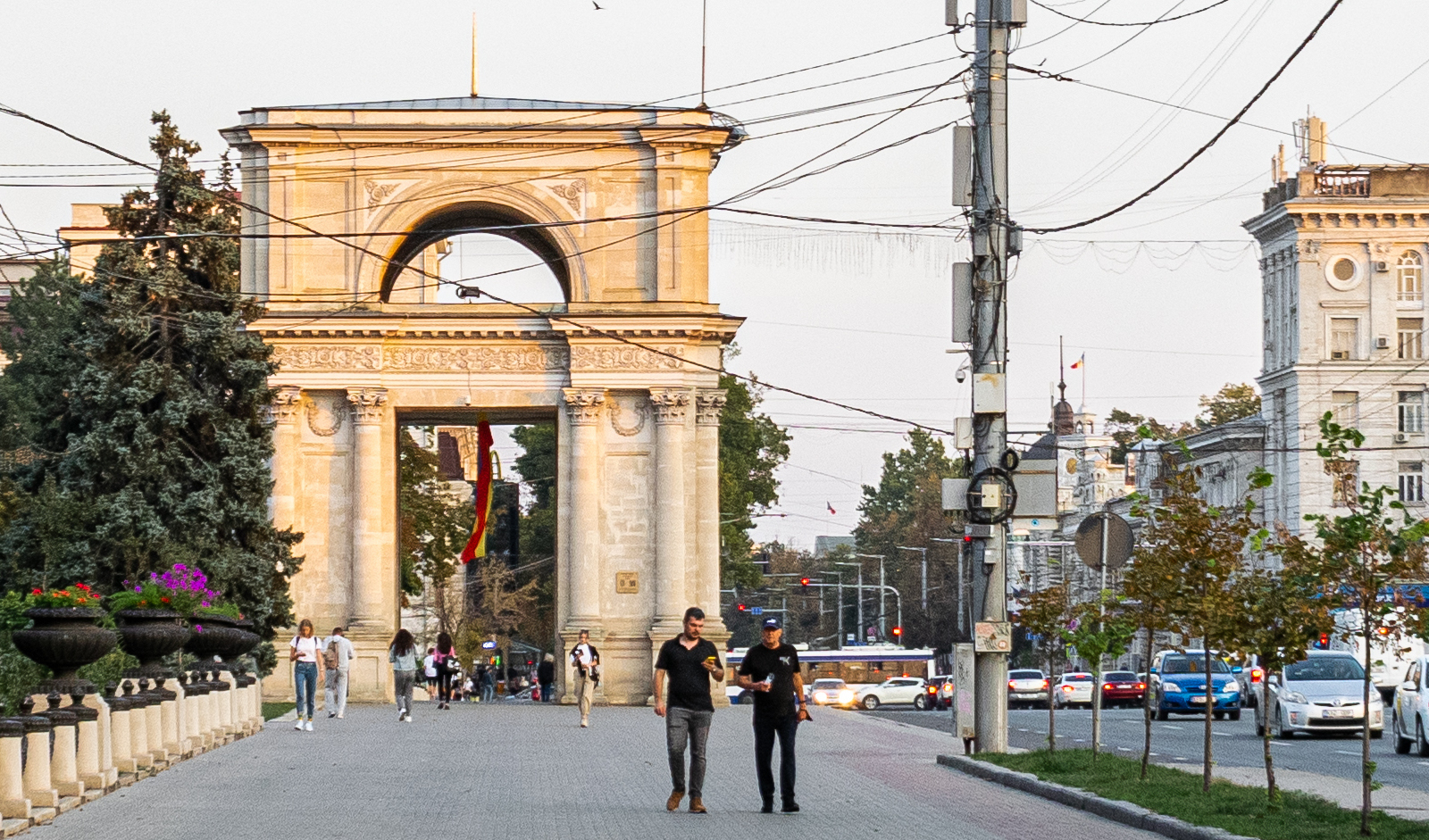
Arcul de Triumf din Chișinău
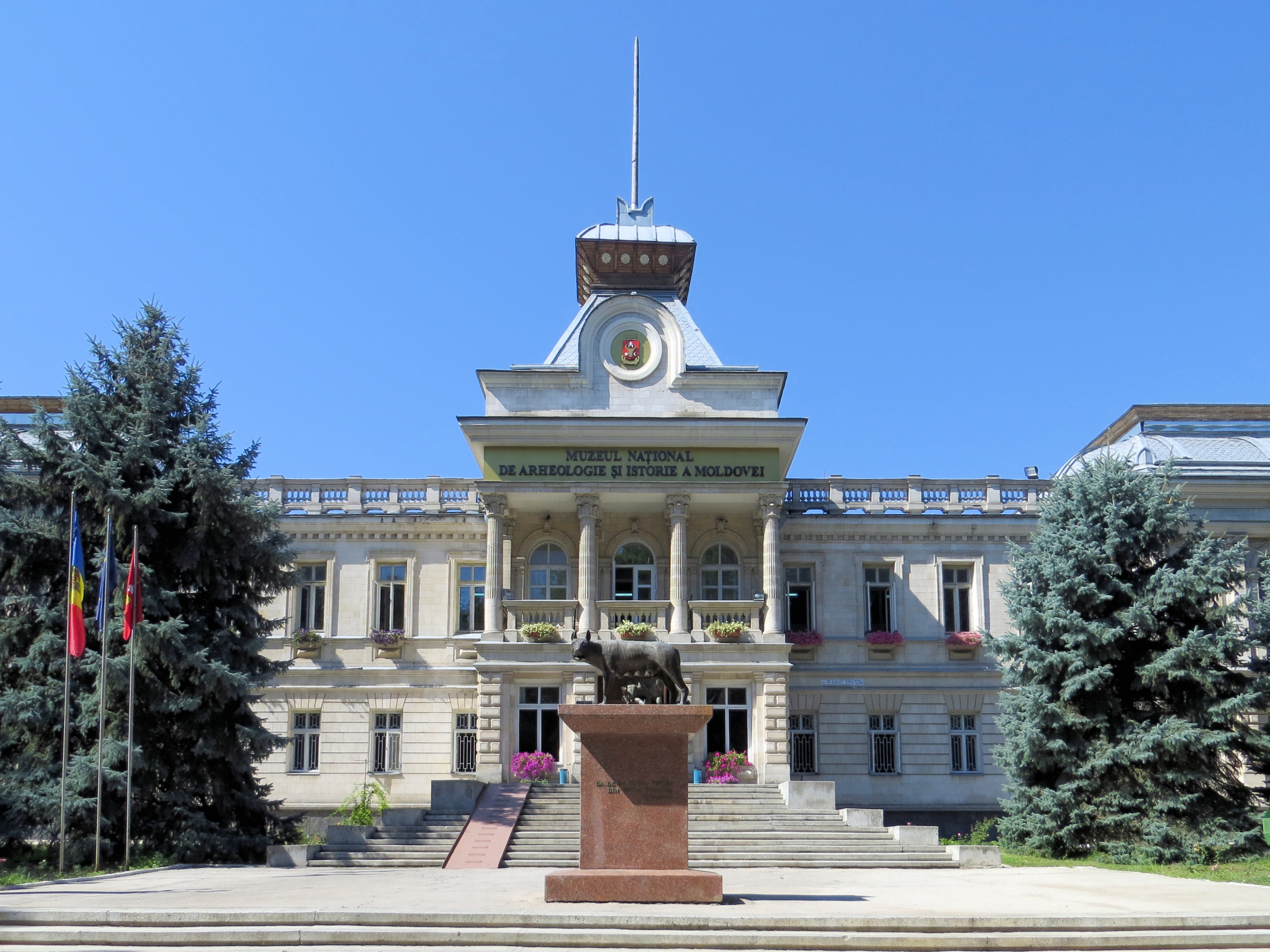
Muzeul Național de Istorie a Moldovei
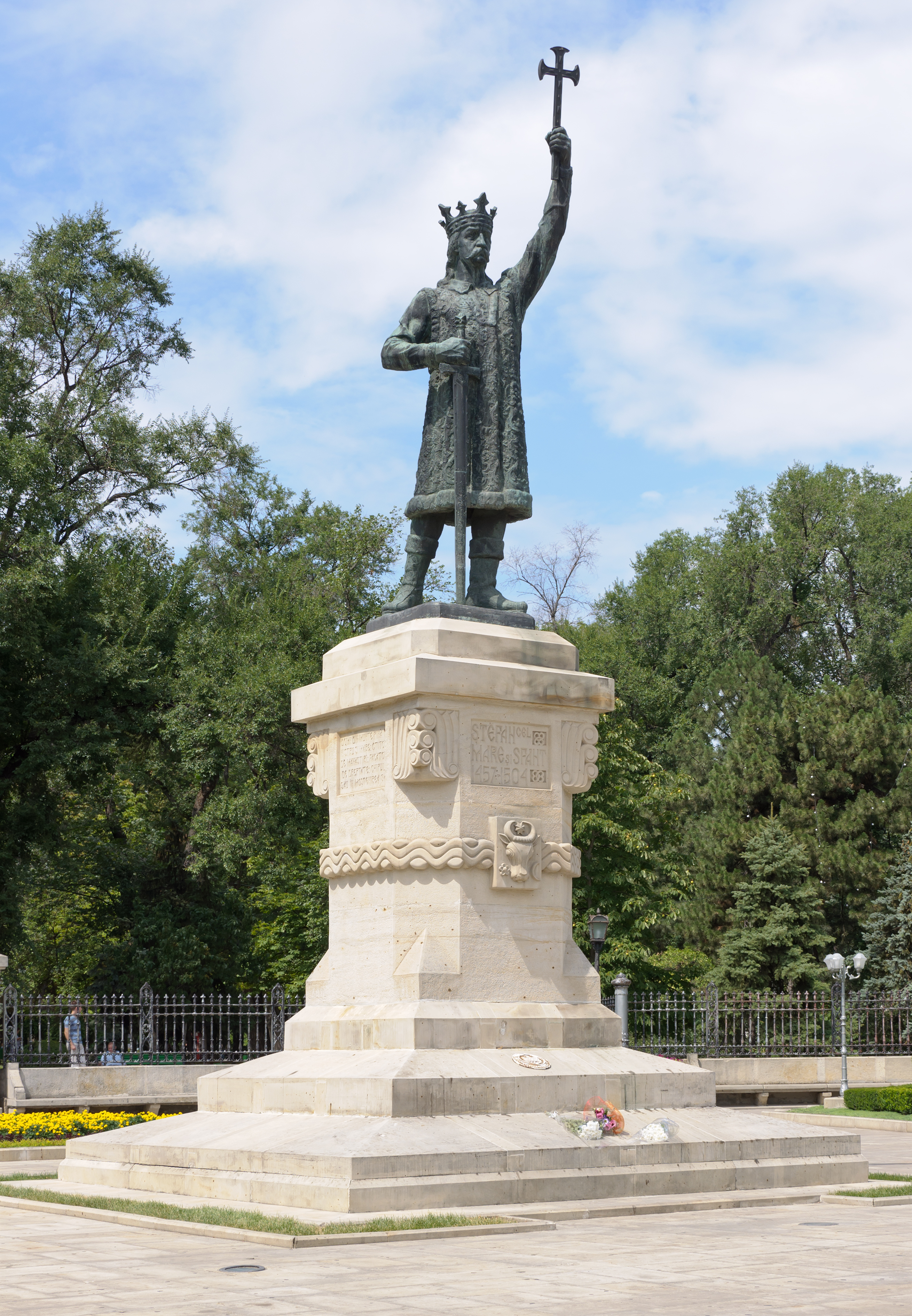
Statuia lui Ștefan cel Mare din Chișinău
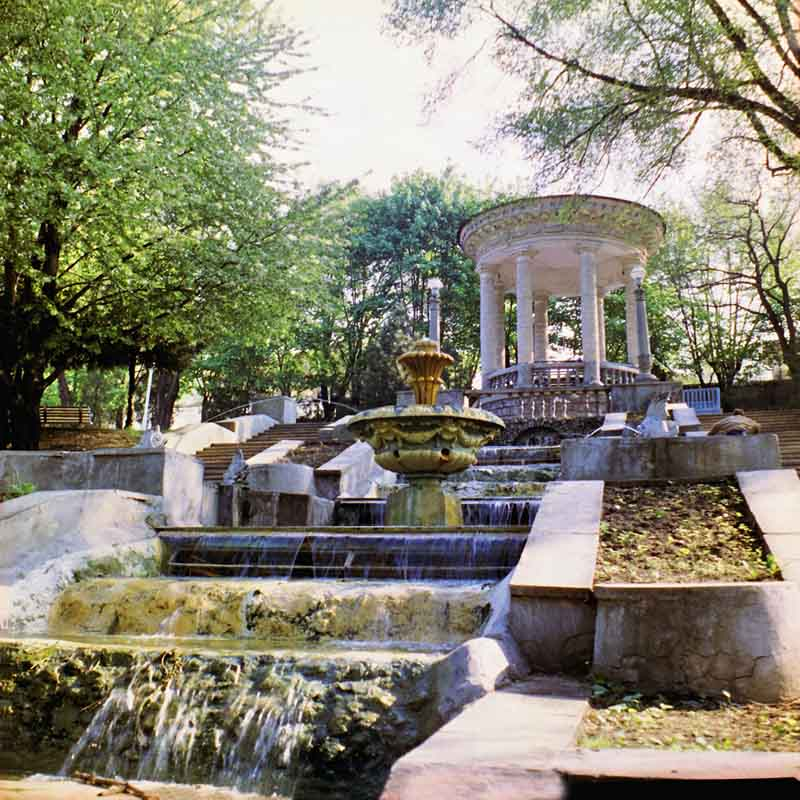
Grădina Publică „Ștefan cel Mare” din Chișinău
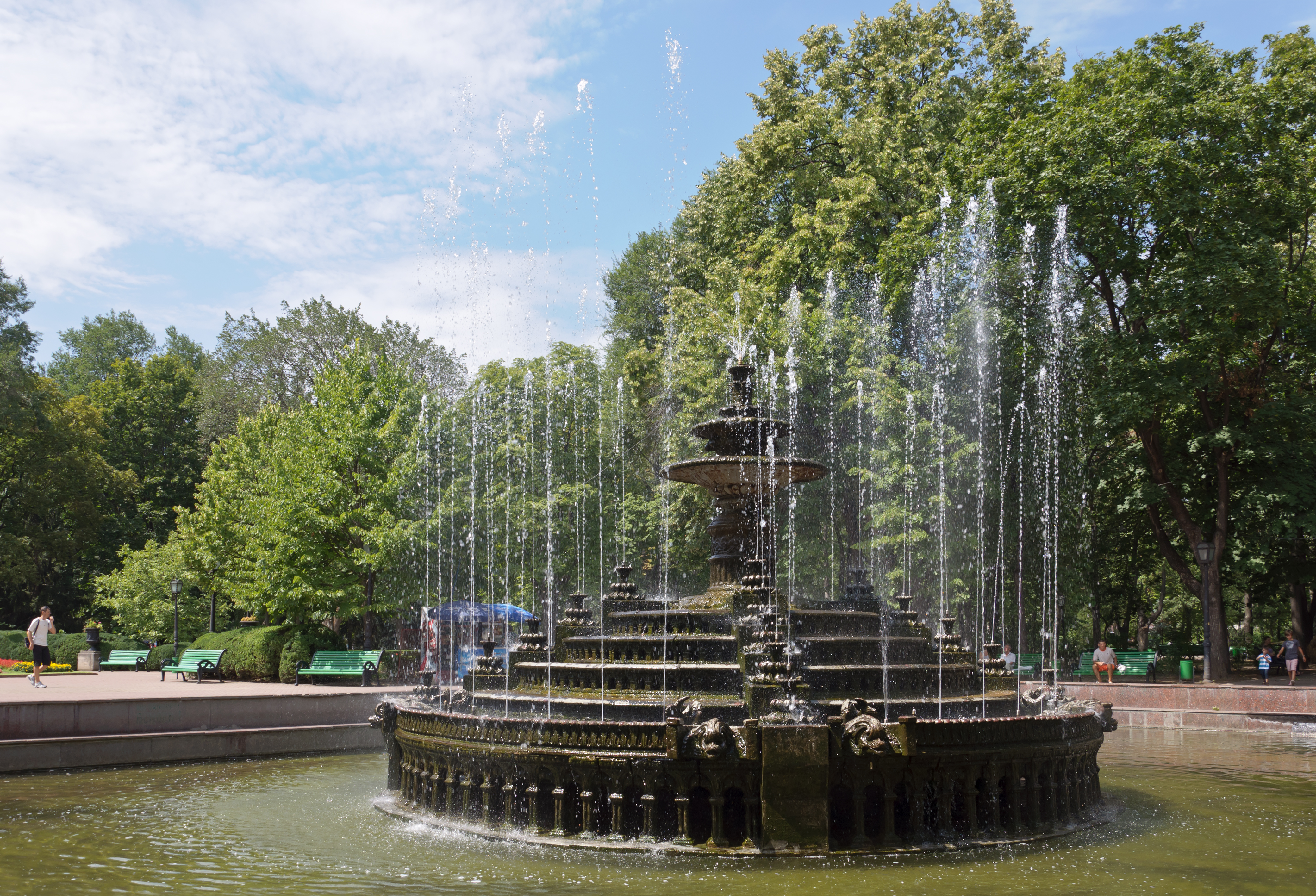
Grădina Publică „Ștefan cel Mare” din Chișinău
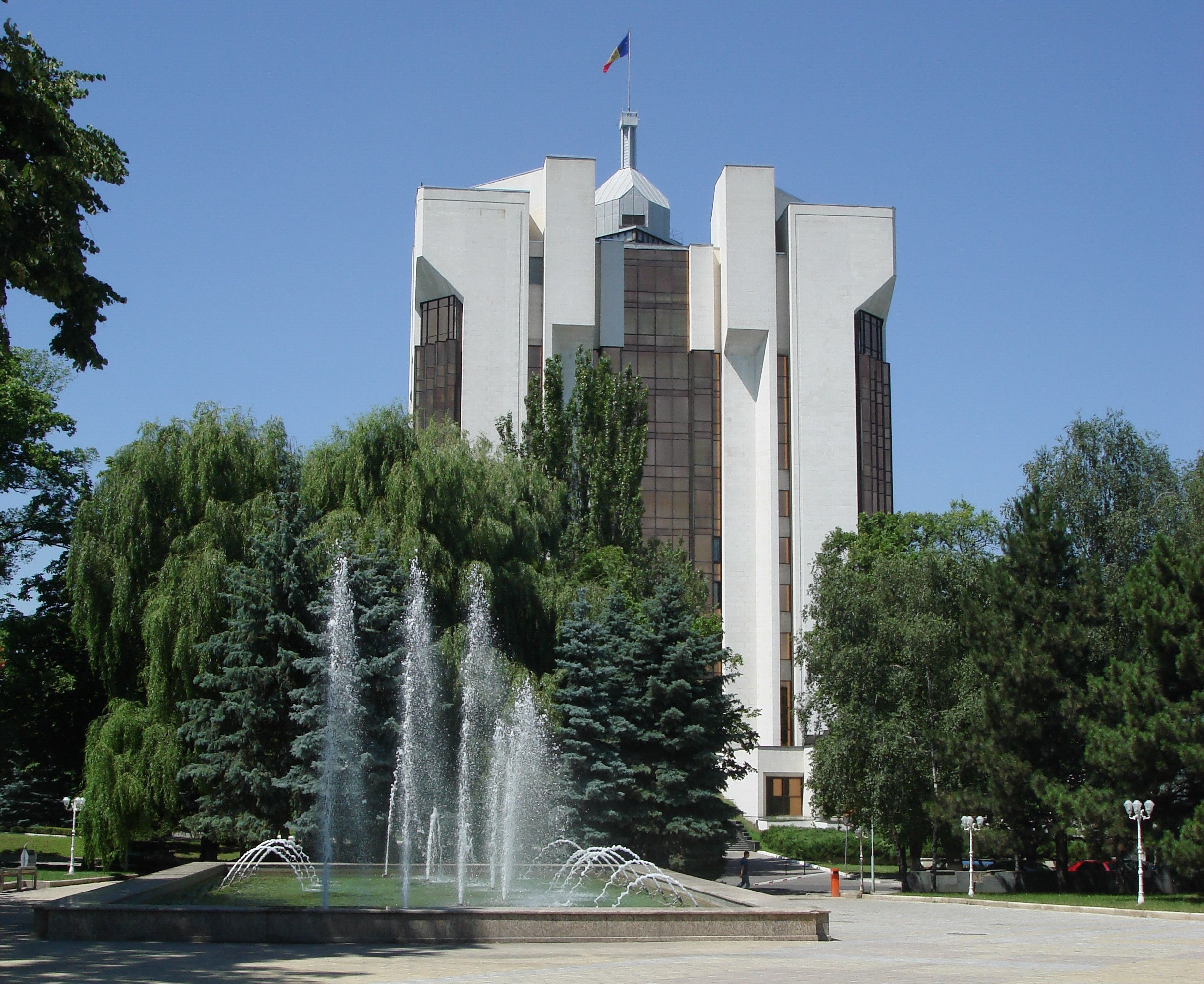
Clădirea Președinției Republicii Moldova
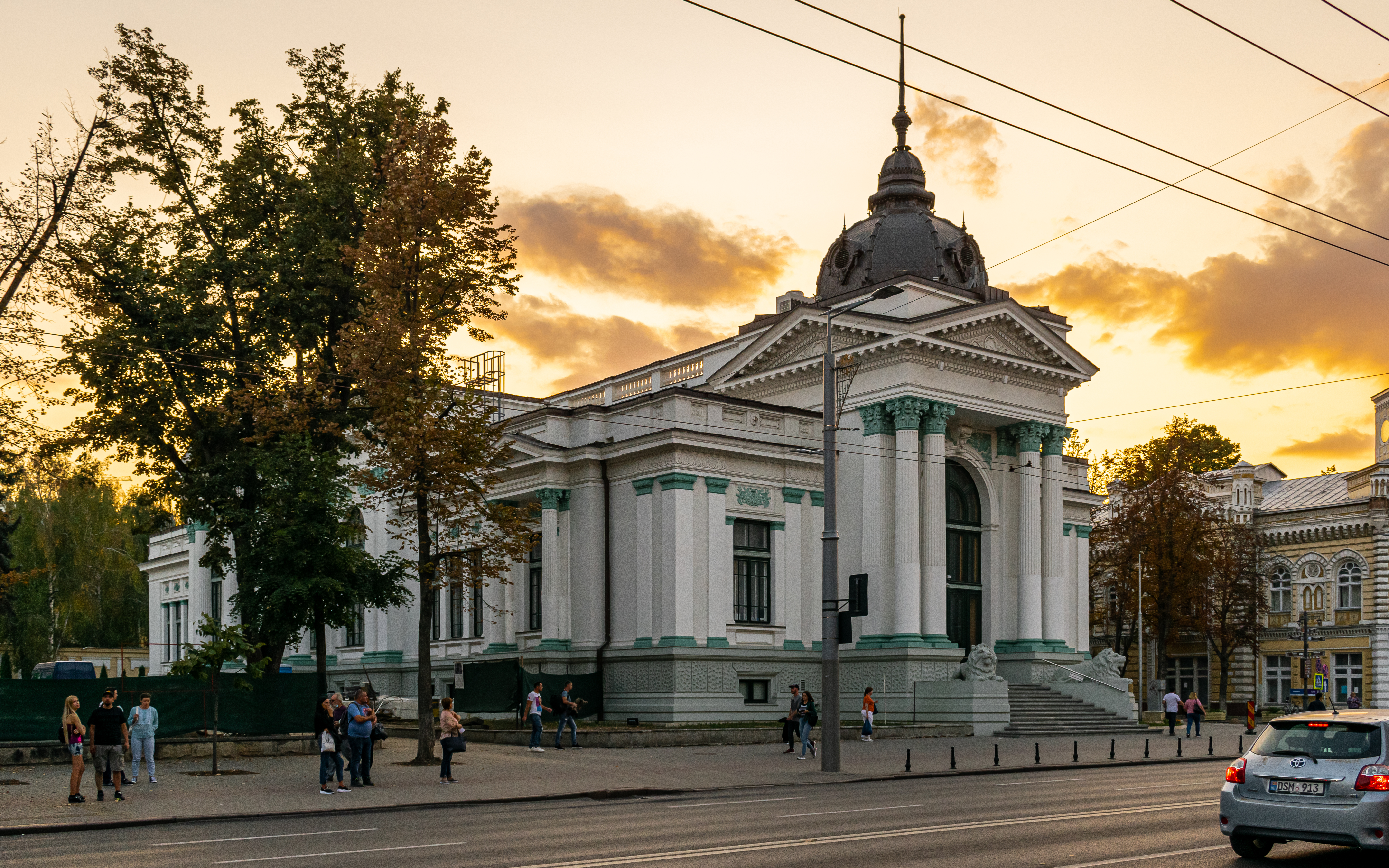
Sala cu orgă din Chișinău
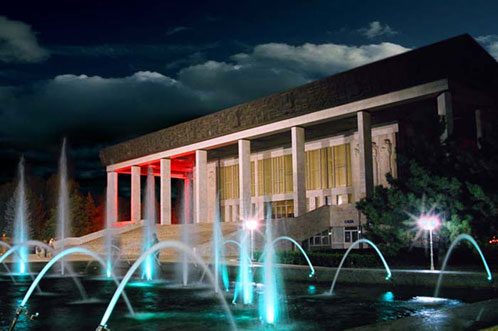
Teatrul Național de Operă și Balet „Maria Bieșu” din Chișinău
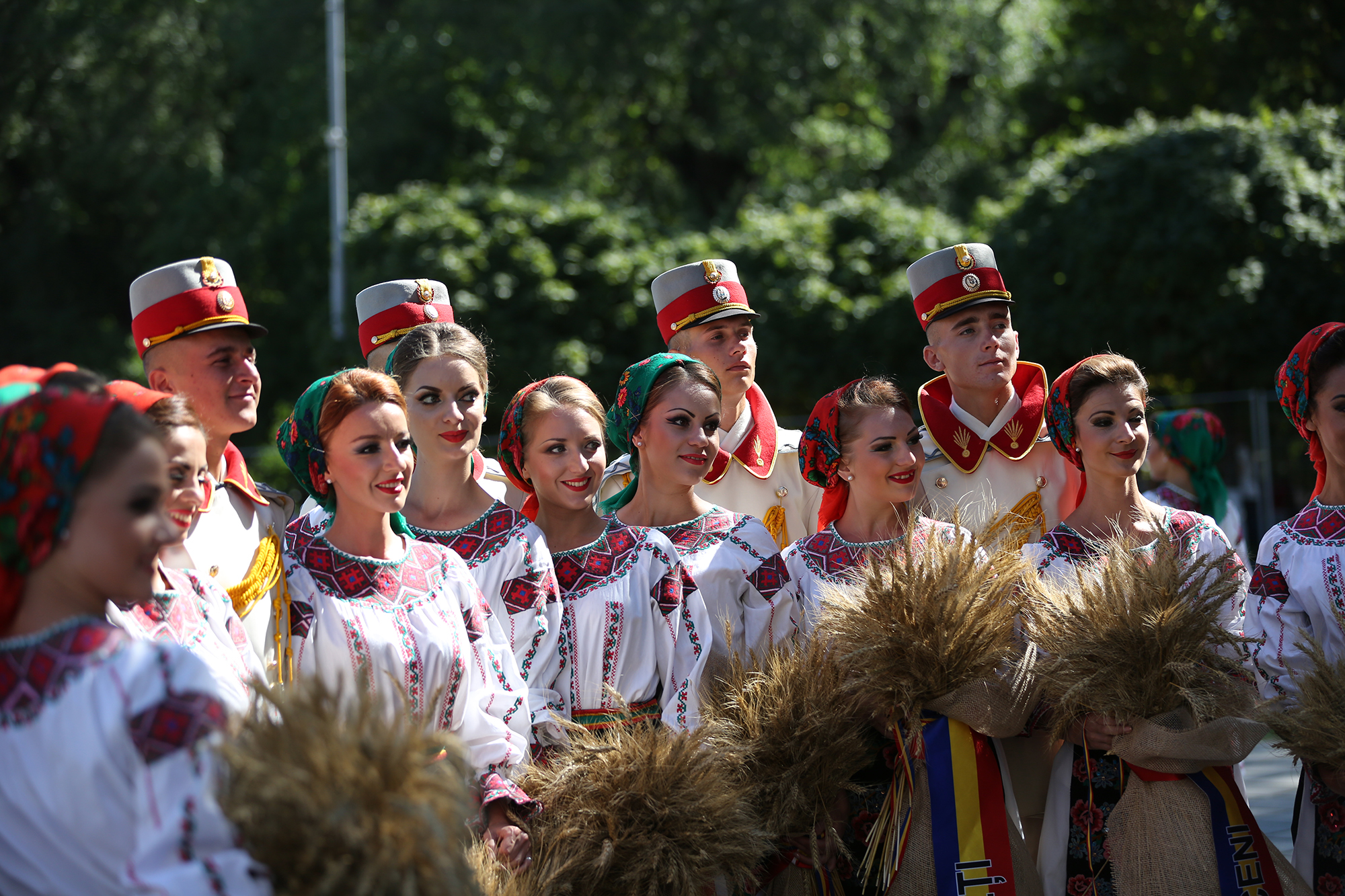
Parada din Chișinău de Ziua Independenței Republicii Moldova
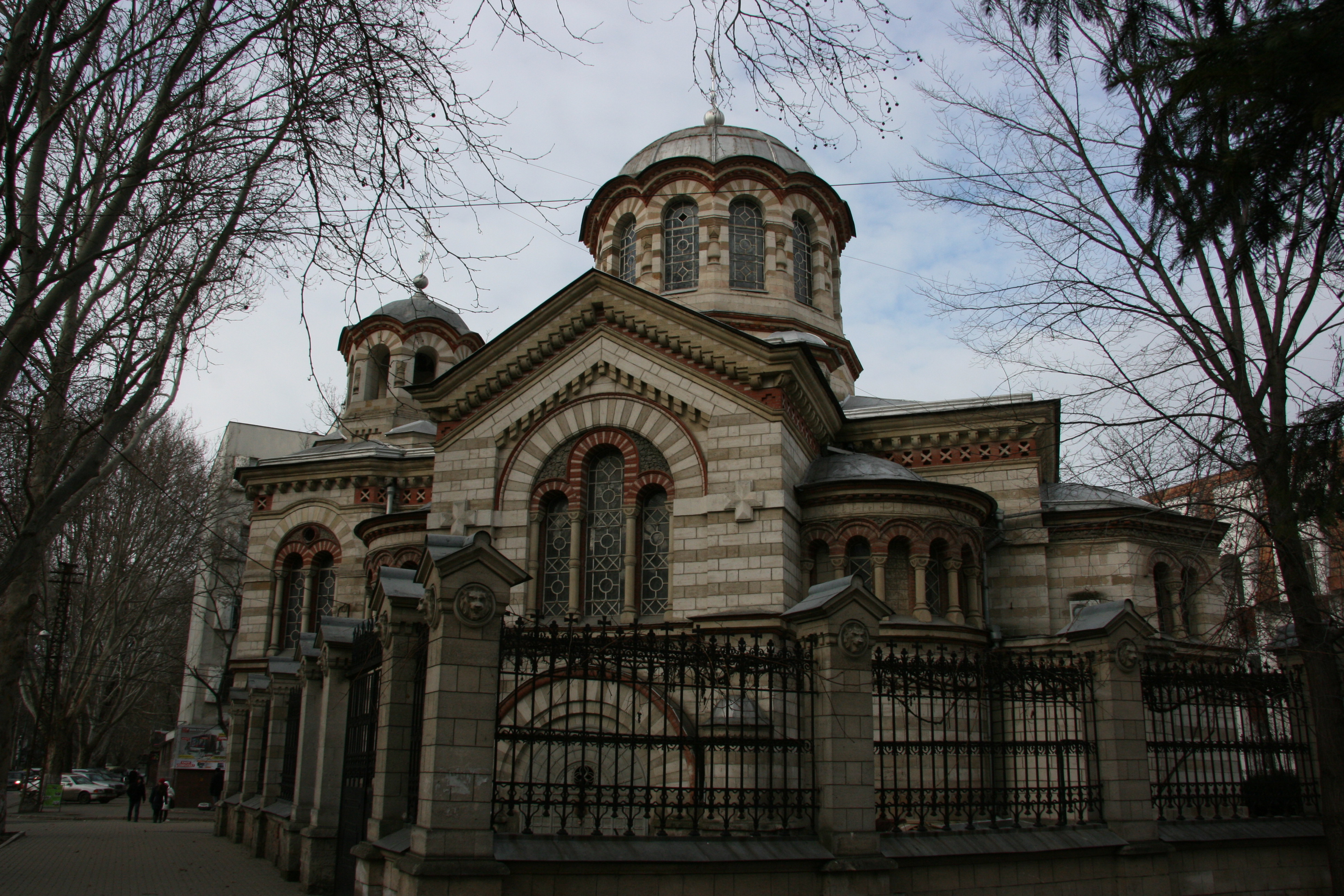
Biserica Sfântului Pantelimon din Chișinău
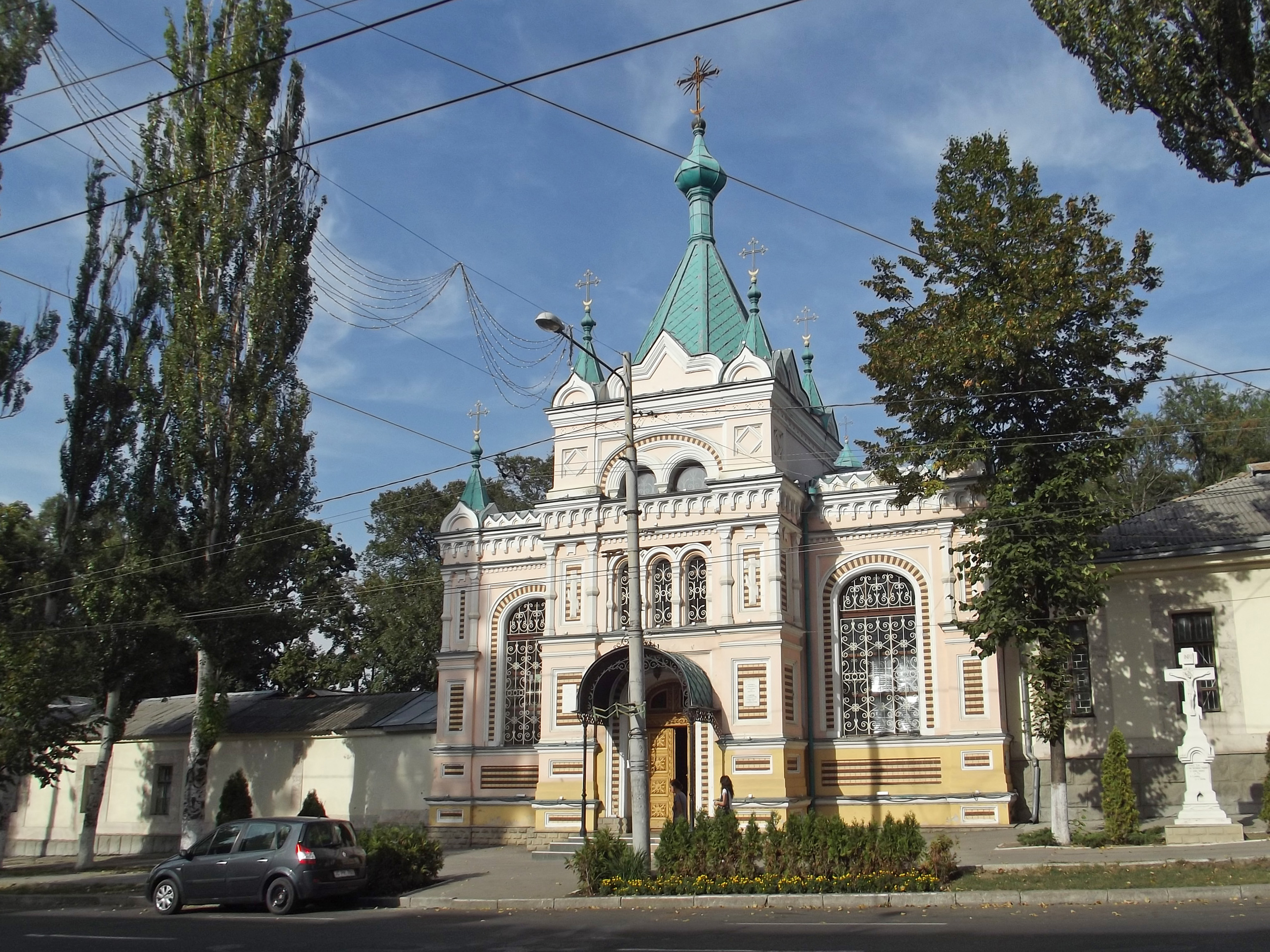
Biserica Sfântului Nicolae din Chișinău
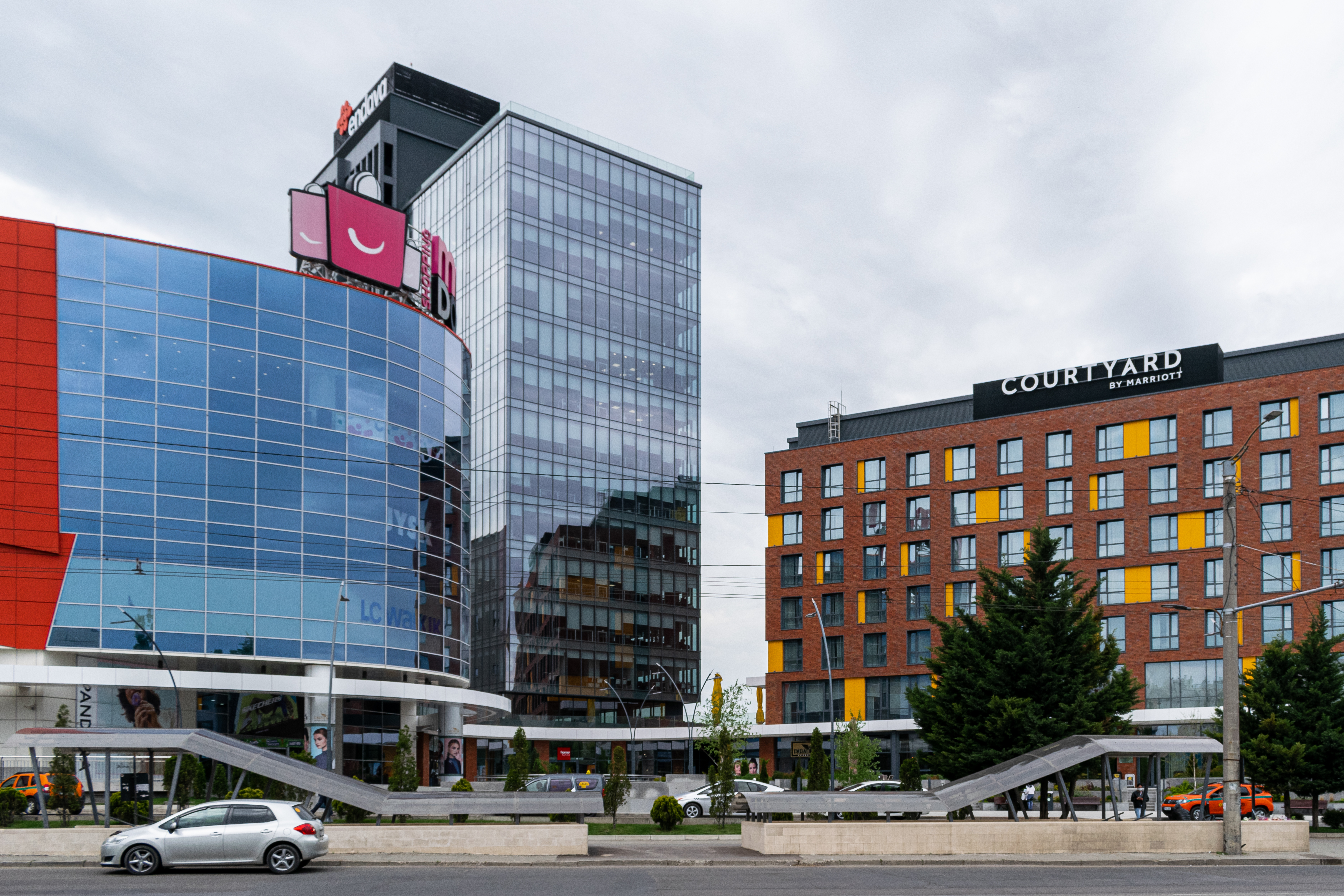
Shopping Malldova, Chișinău
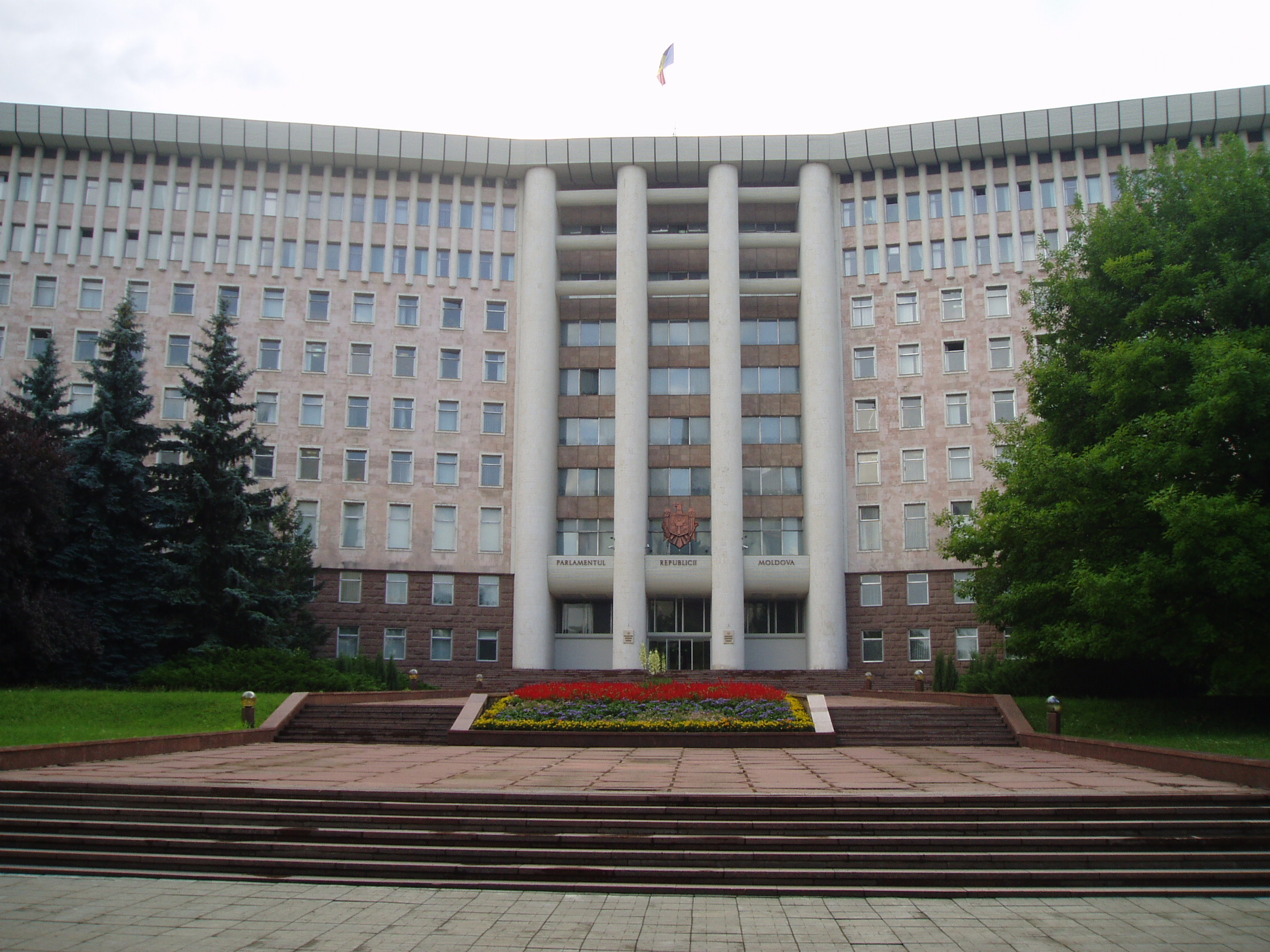
Palatul Parlamentului din Chișinău
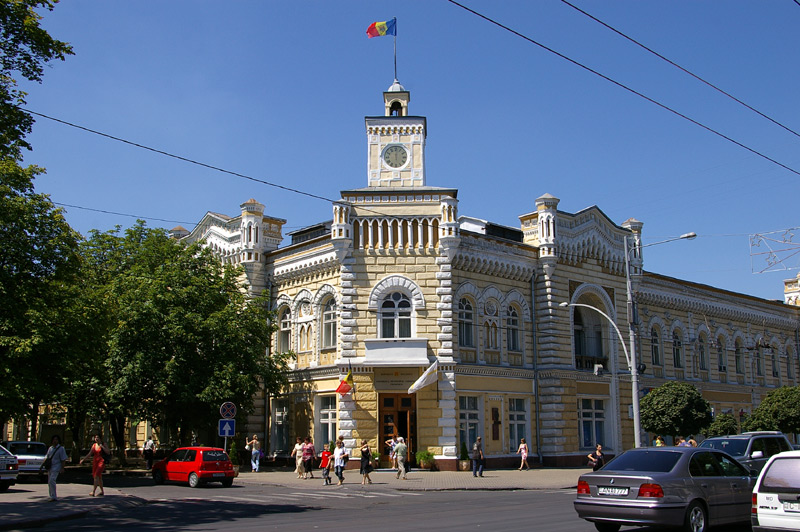
Clădirea primăriei municipiului Chișinău
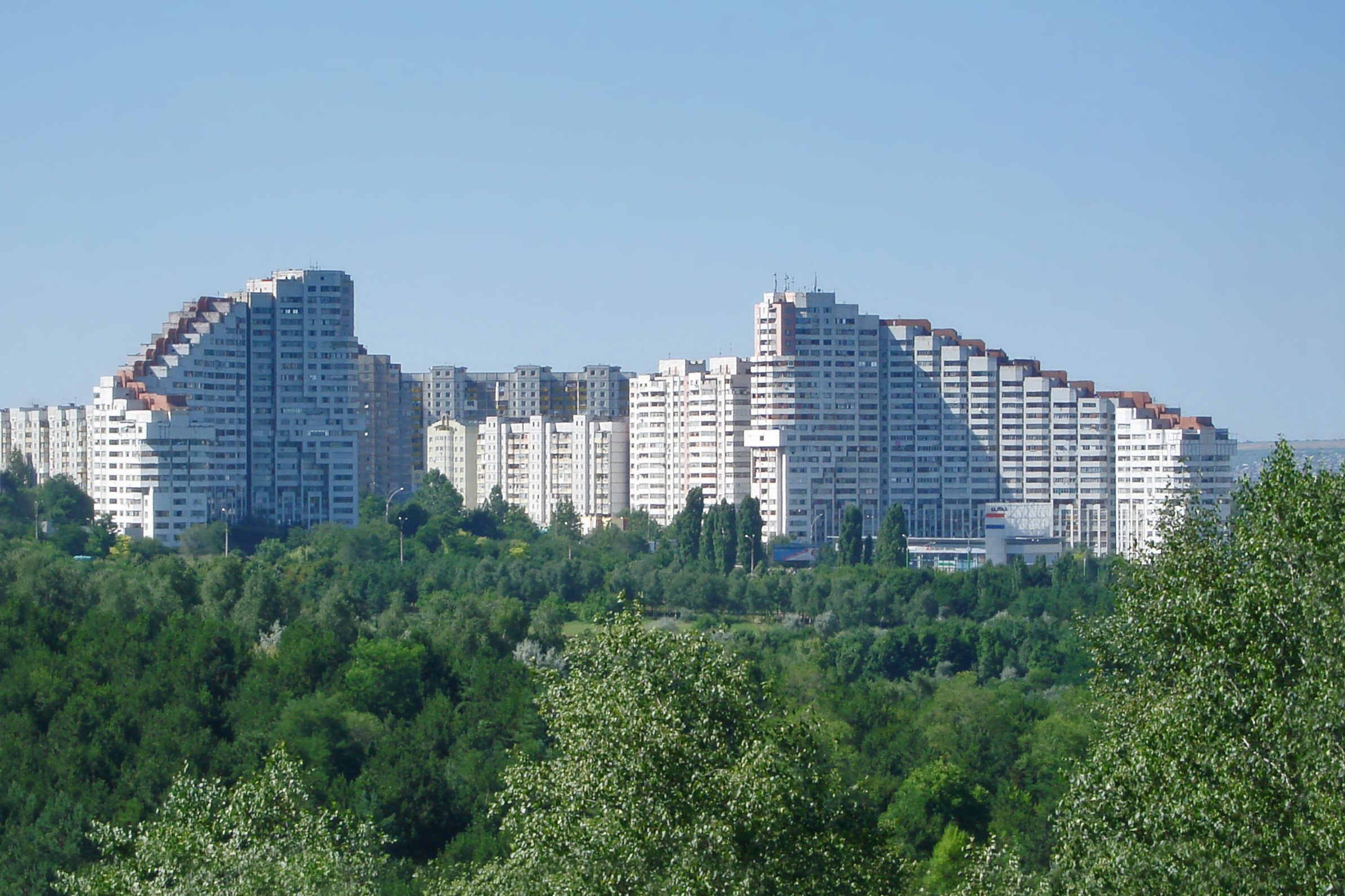
Porțile orașului Chișinău
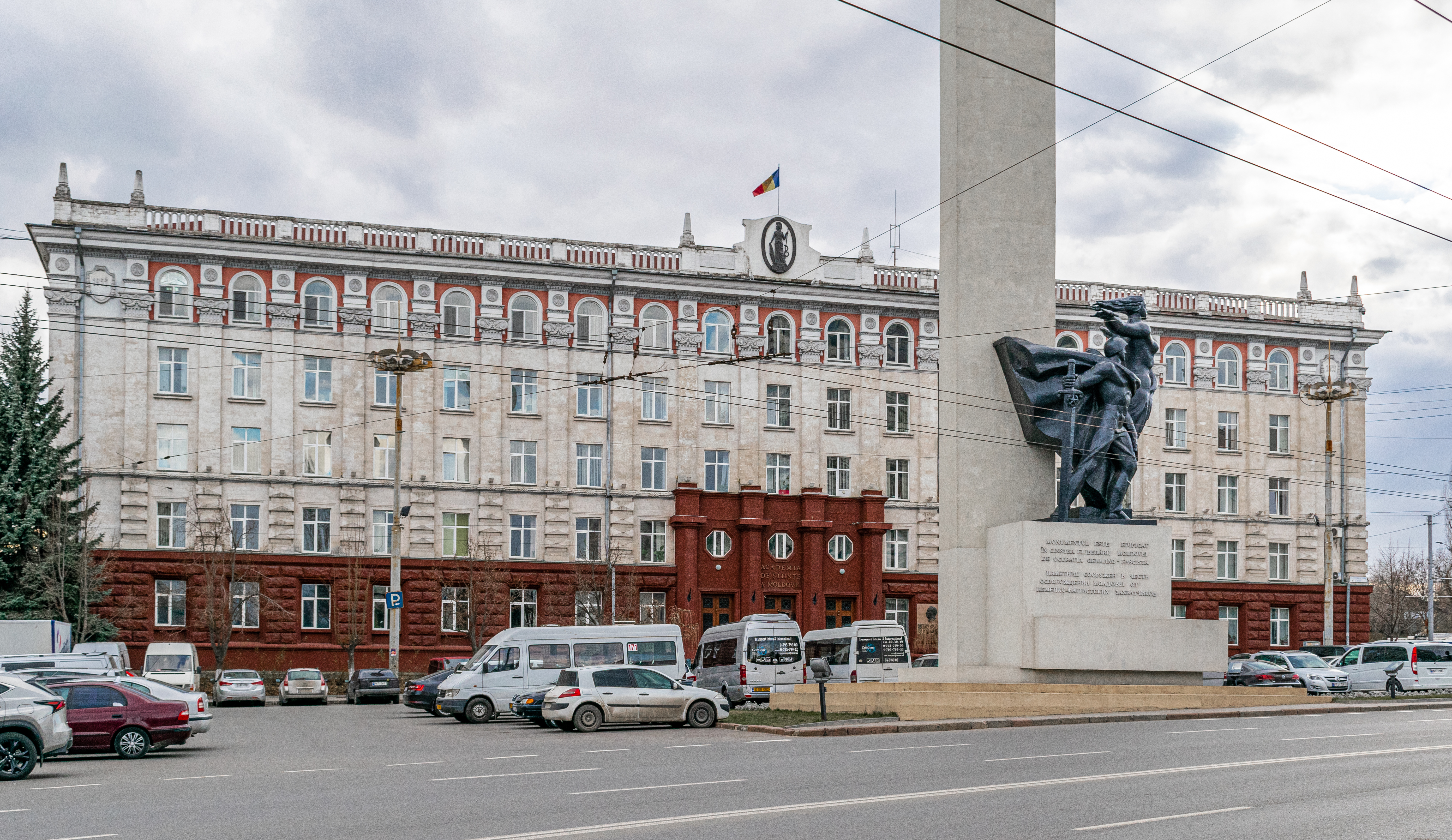
Academia de Științe a Moldovei
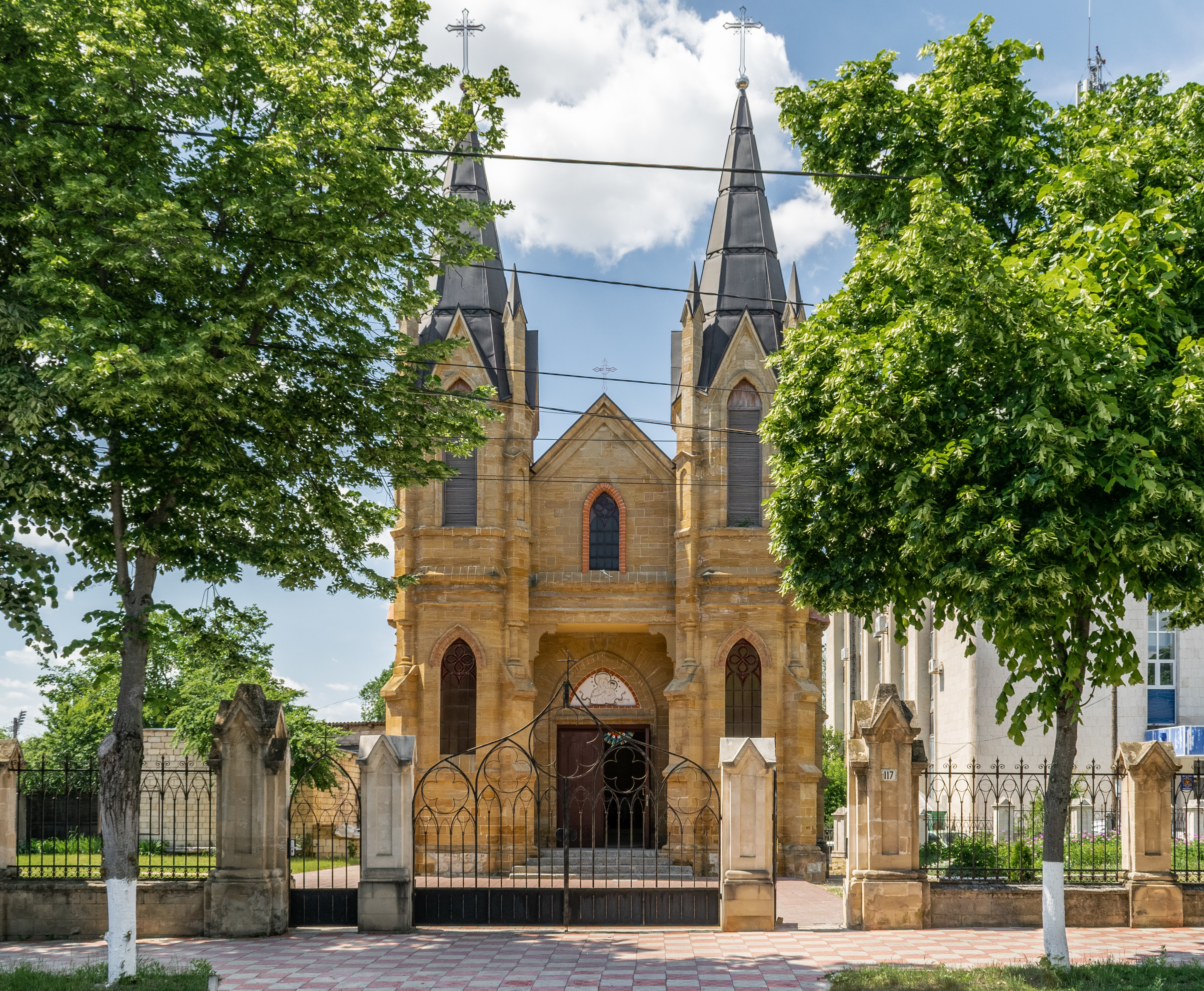
Catedrala romano-catolică din Orhei
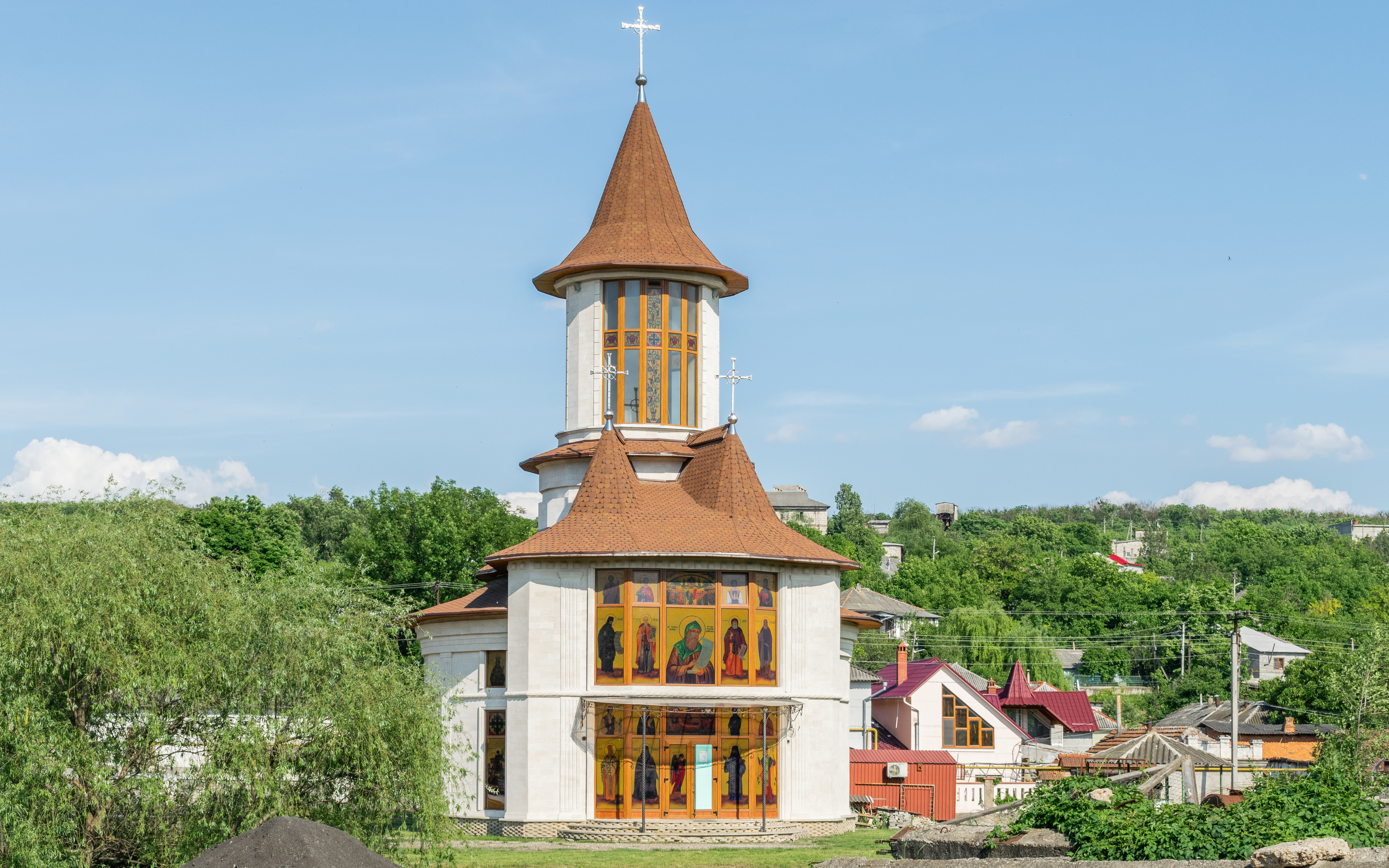
Biserica Sf. Cuvios Vasile din Orhei
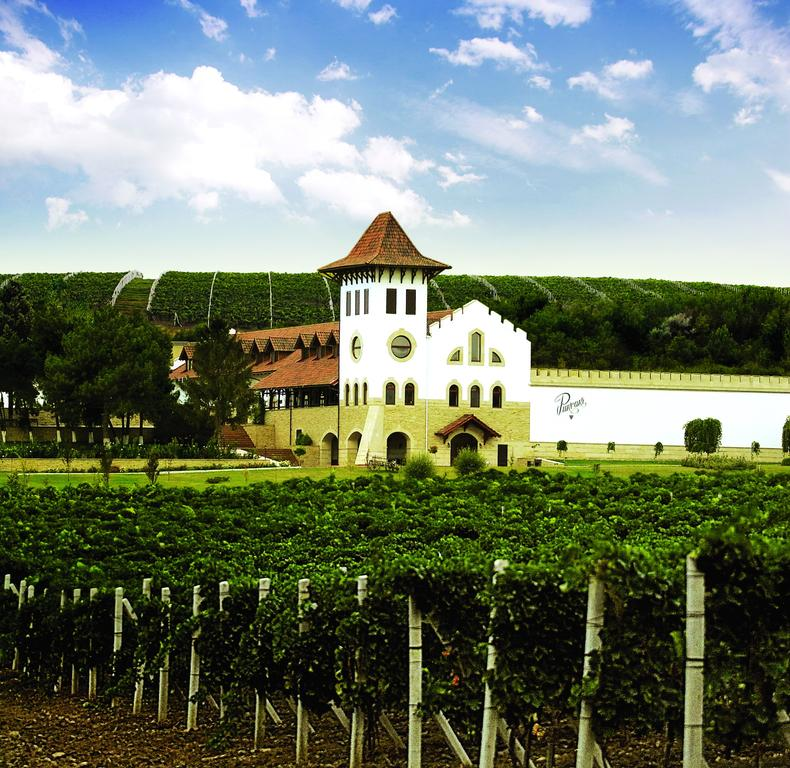
Potgoriile Purcari
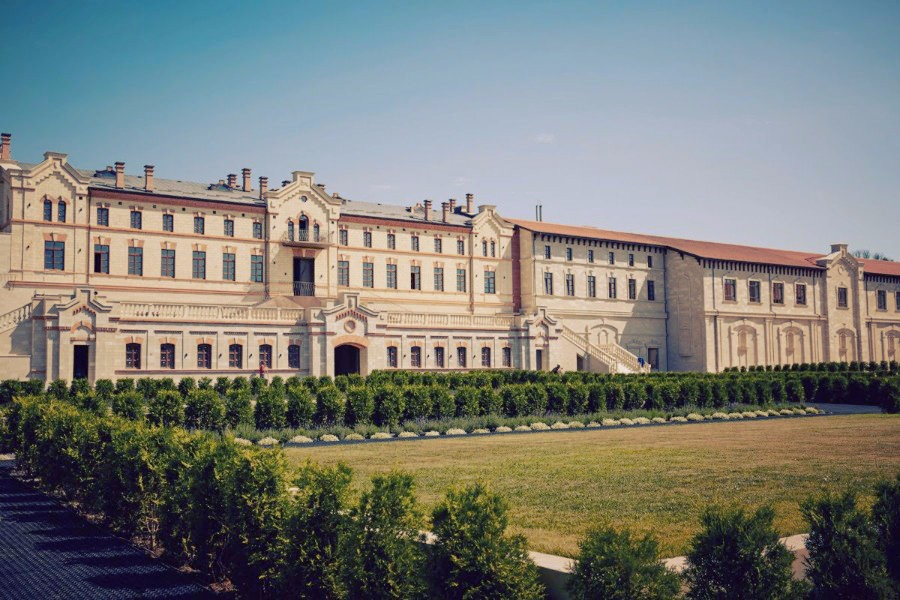
Palatul vinurilor
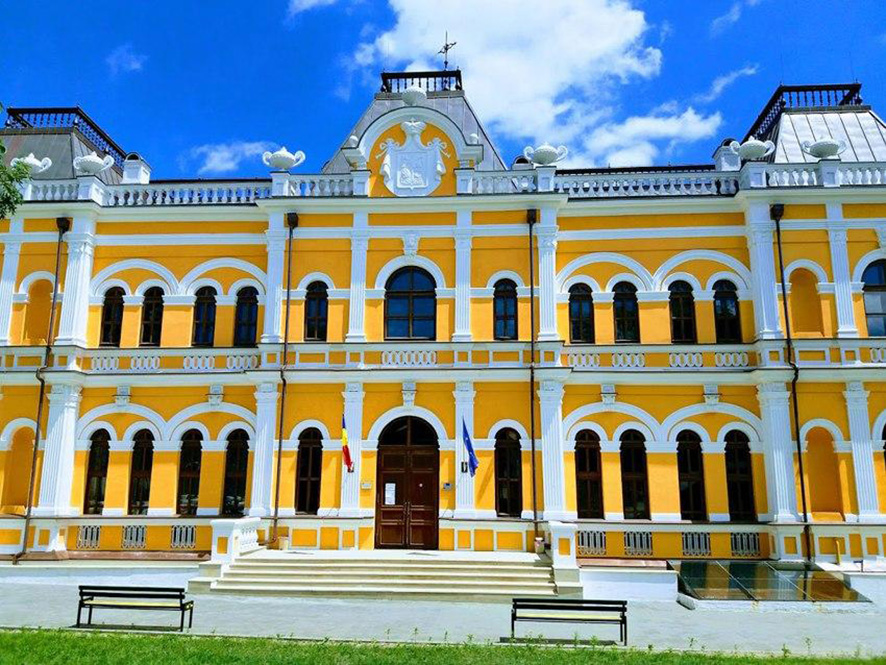
Hotelul "Manuc Bey"
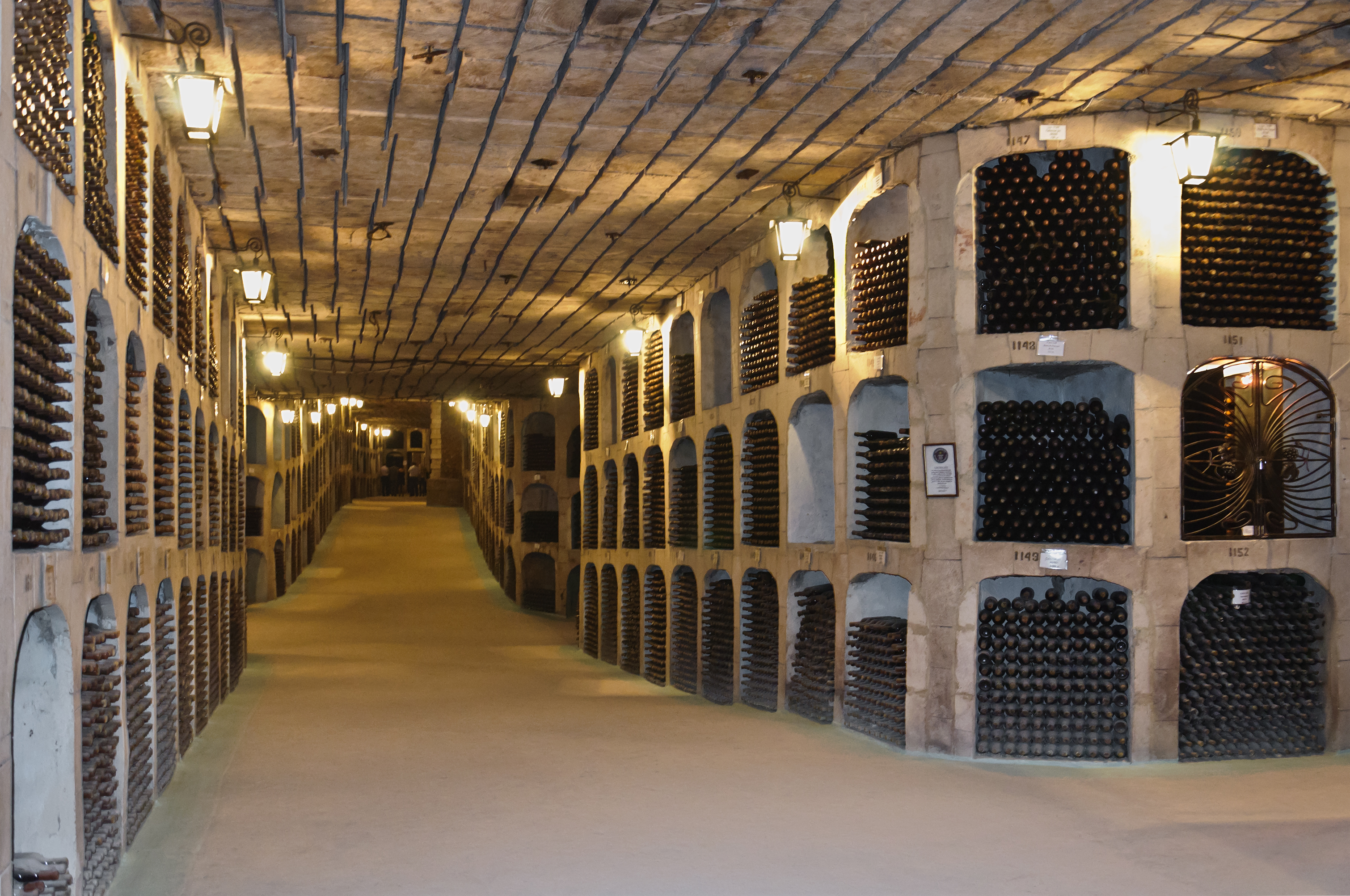
Vinăria Mileștii Mici
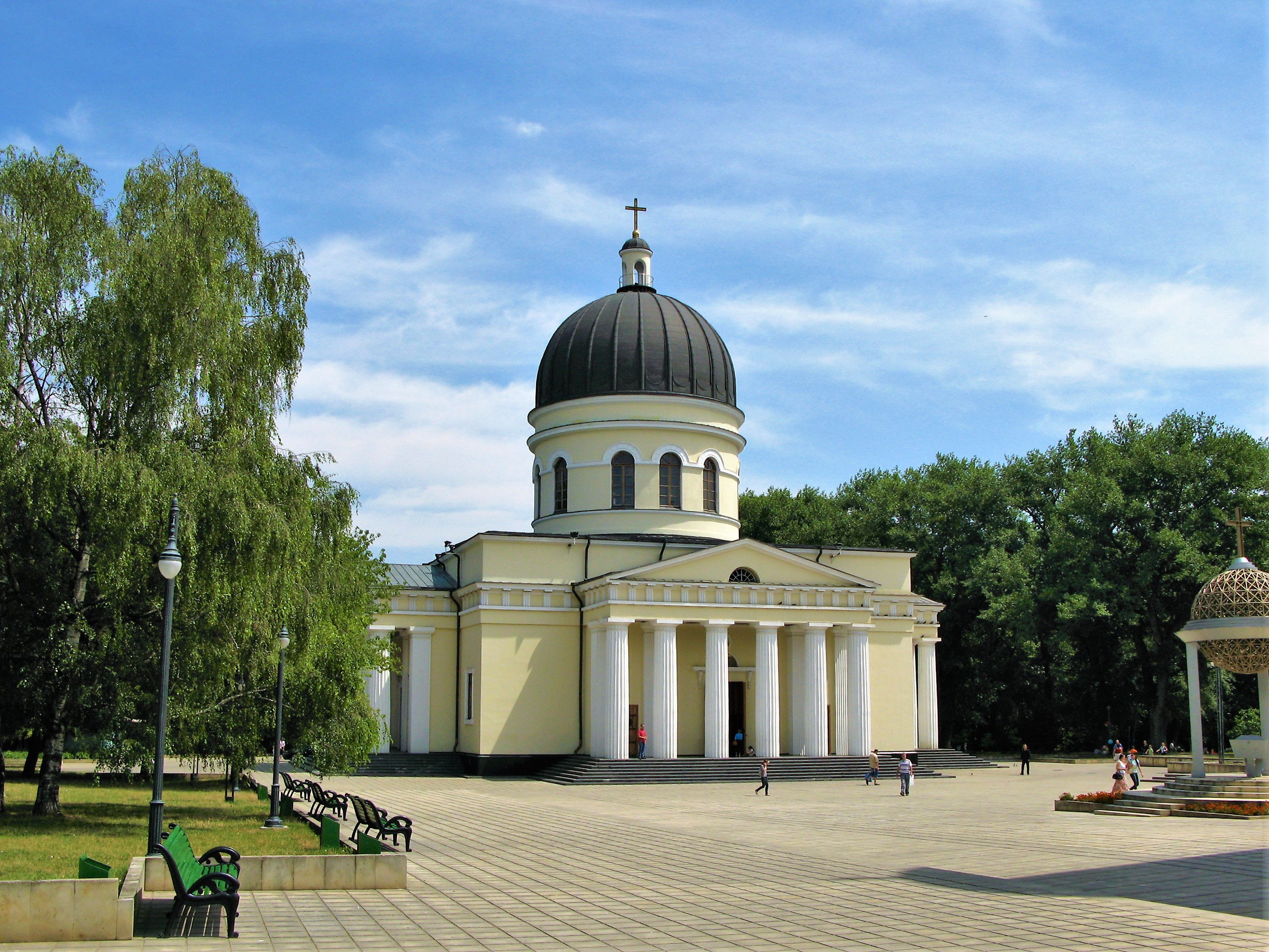
Catedrala Mitropolitană din Chișinău
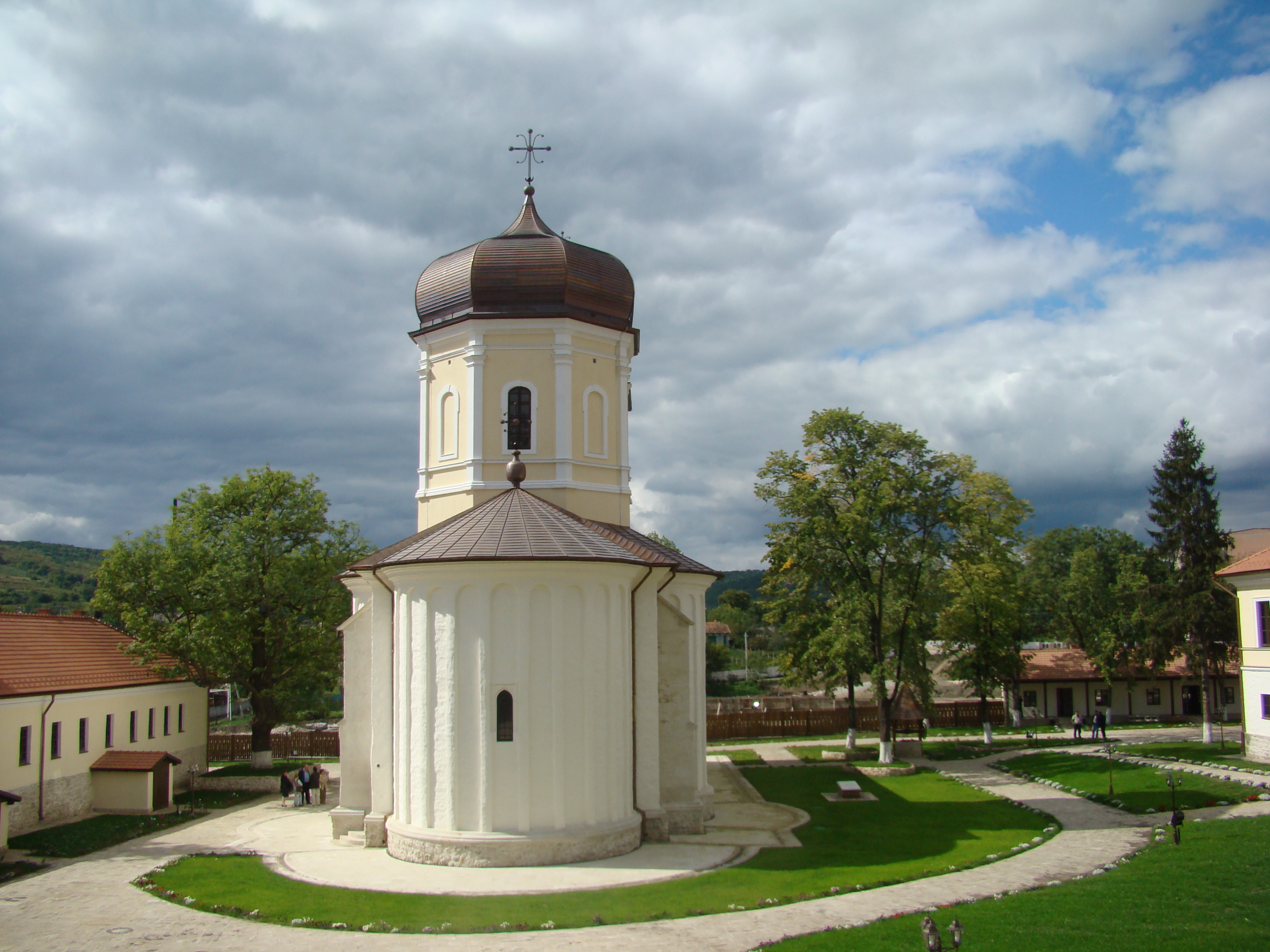
Mănăstirea Căpriana (sec. XV), una din cele mai vechi din țară
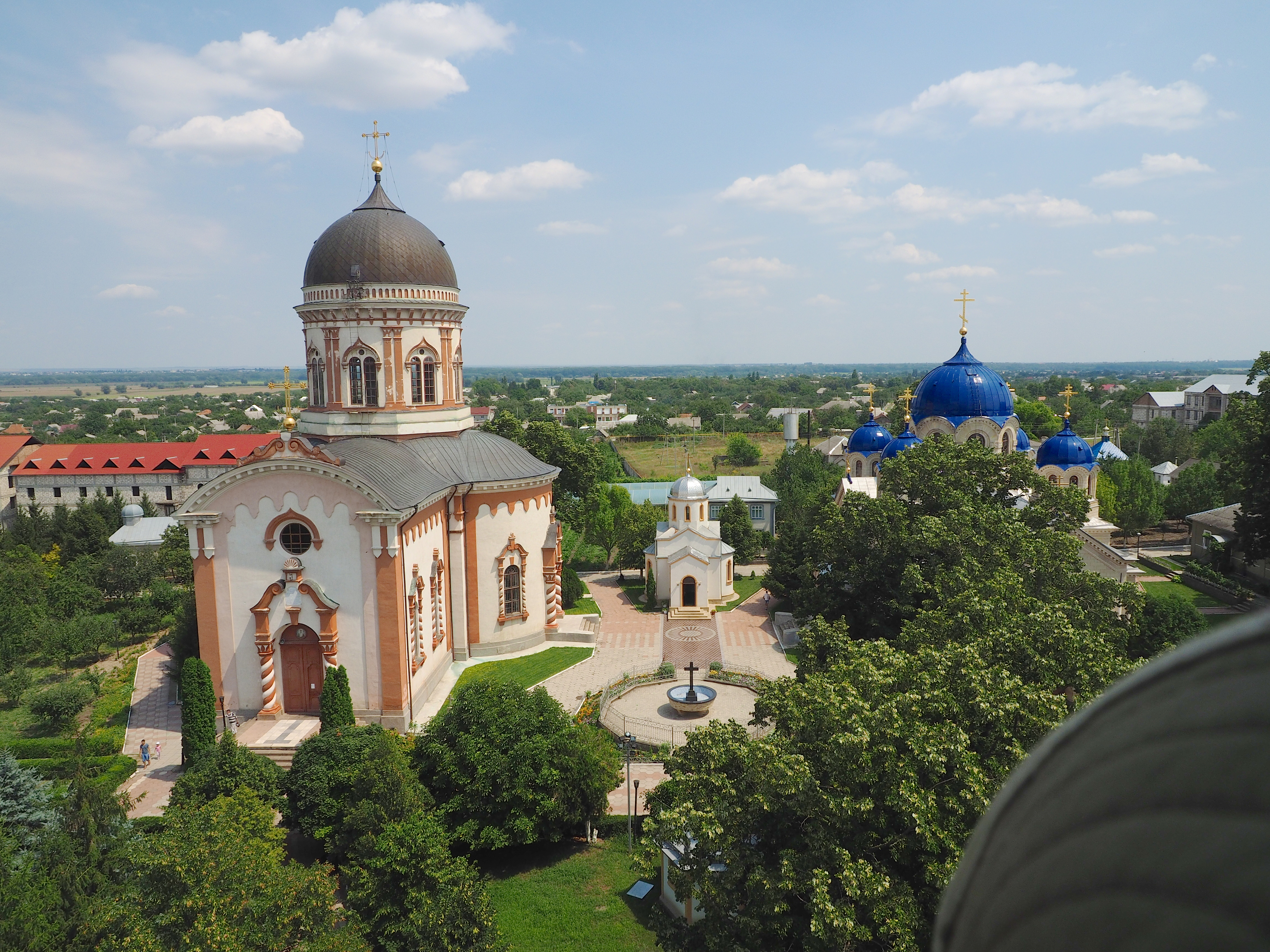
Mănăstirea Noul Neamț
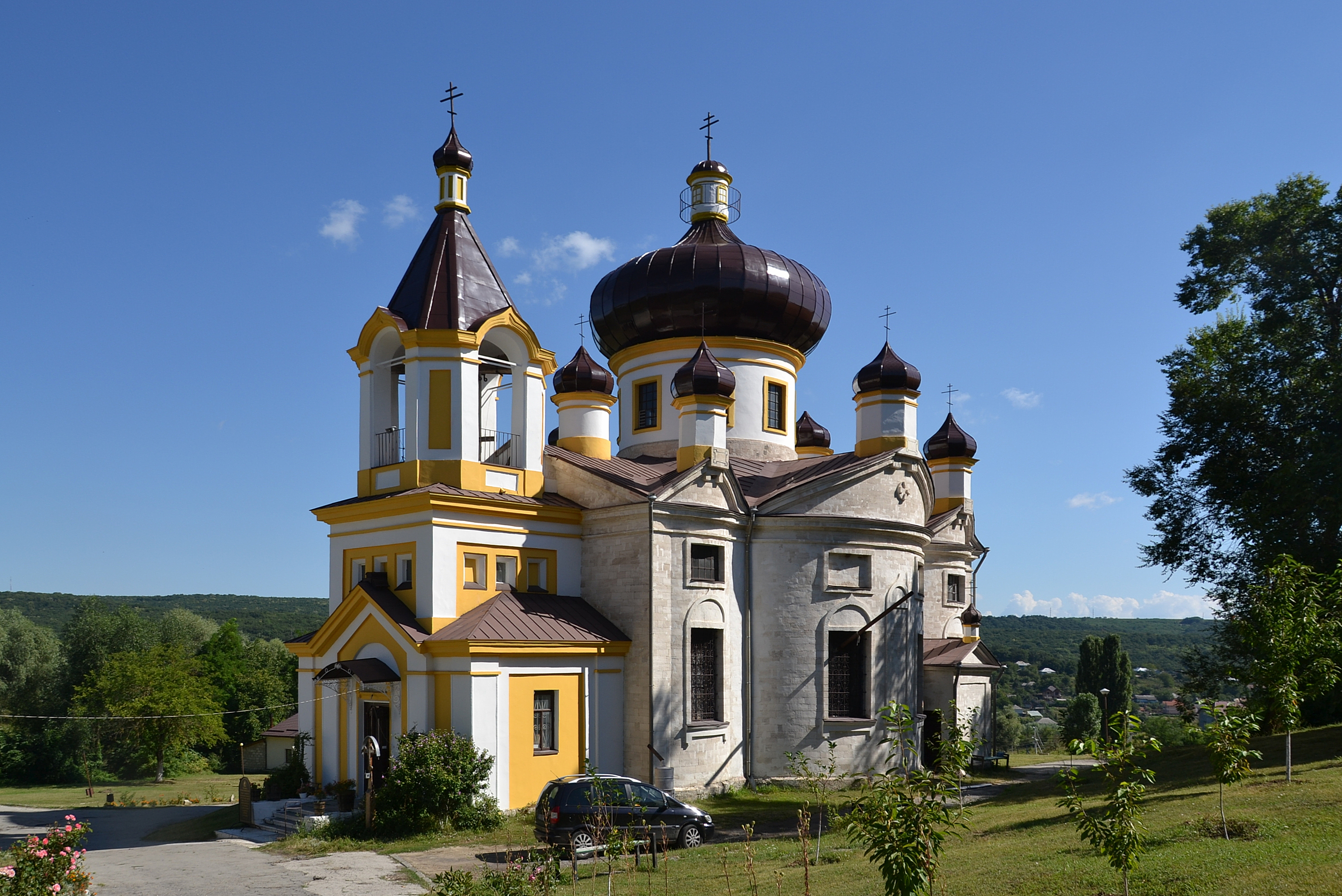
Mănăstirea Condrița
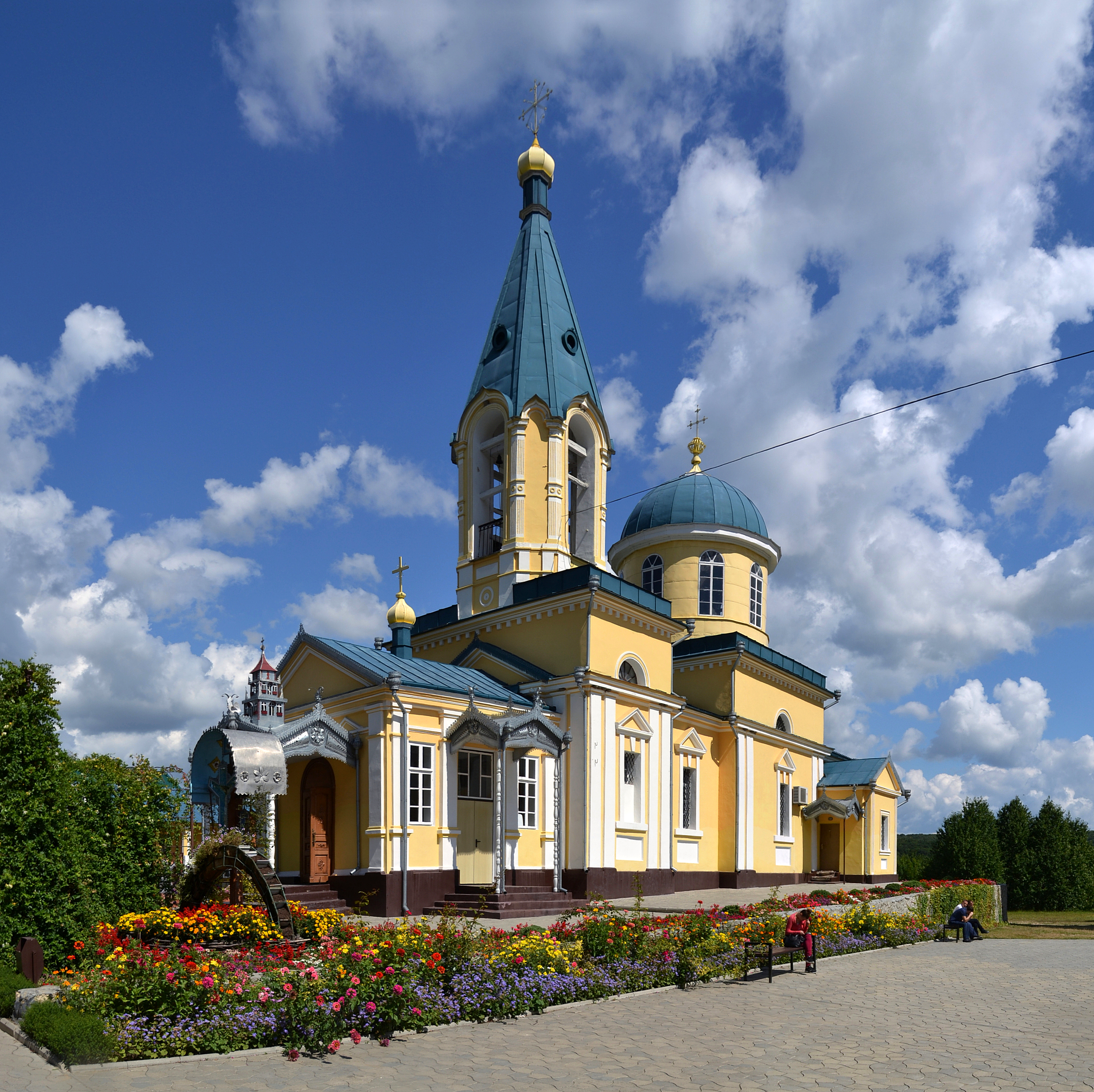
Mănăstirea Hâncu
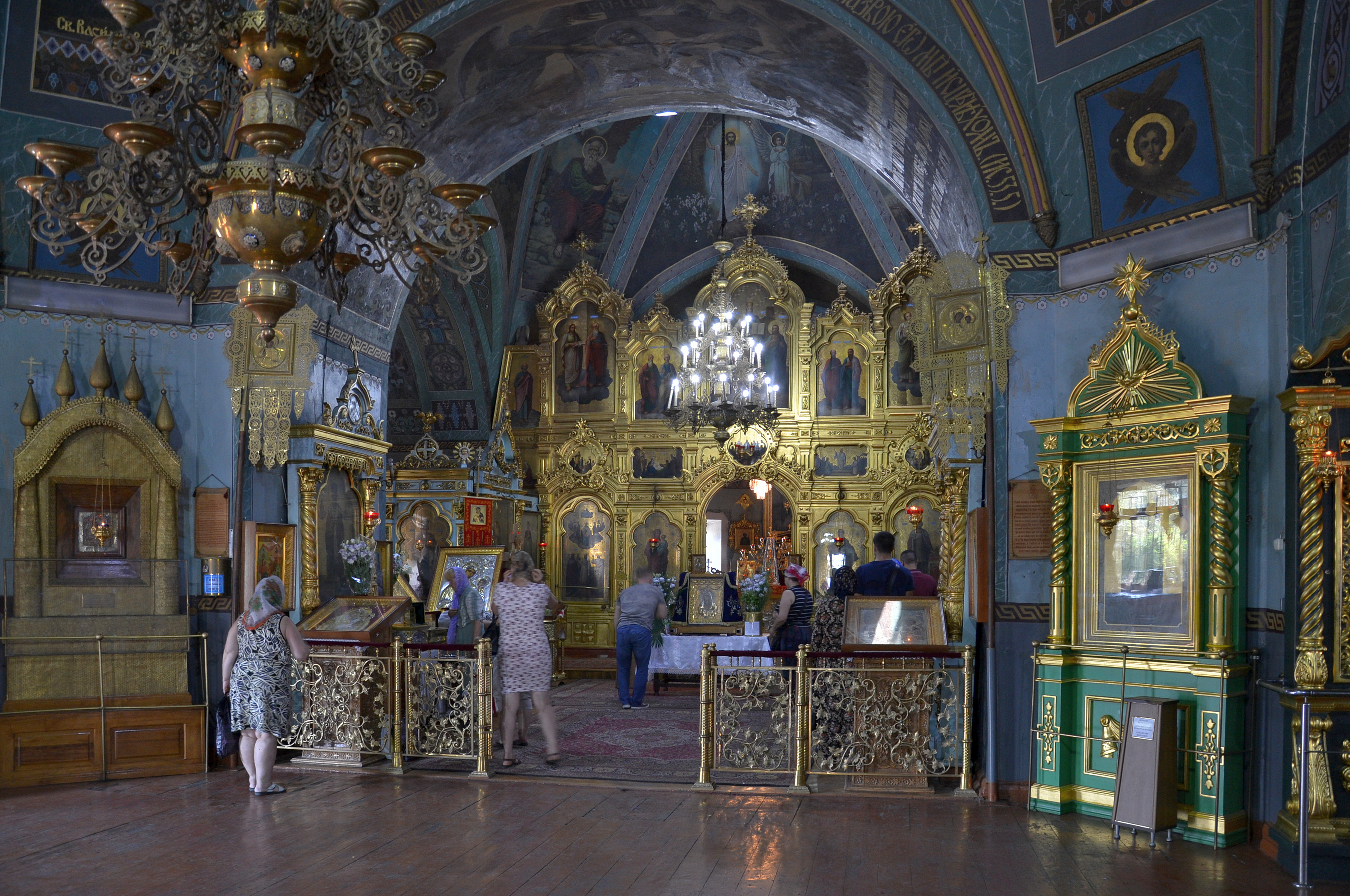
Mănăstirea Ciuflea
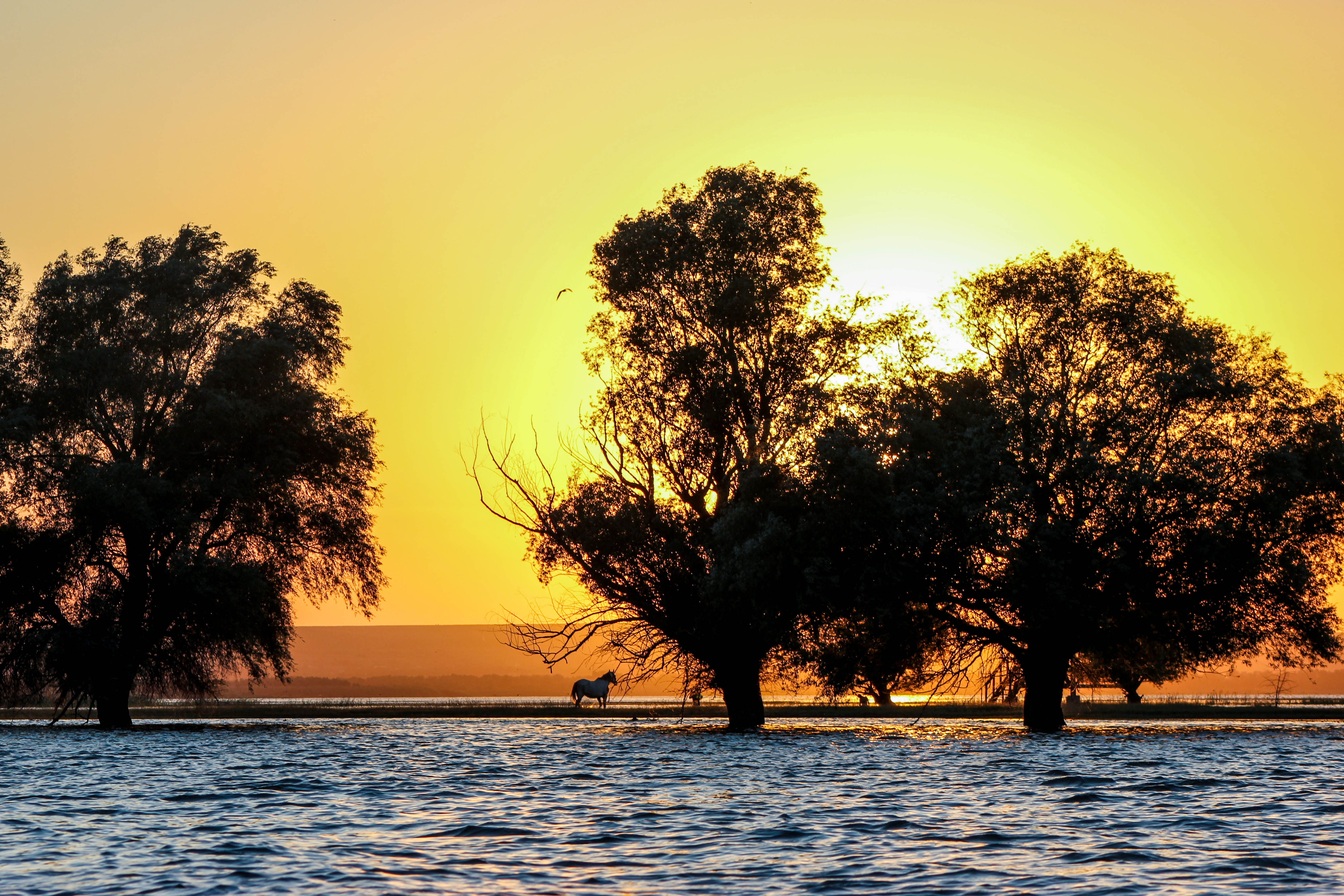
Prutul de Jos
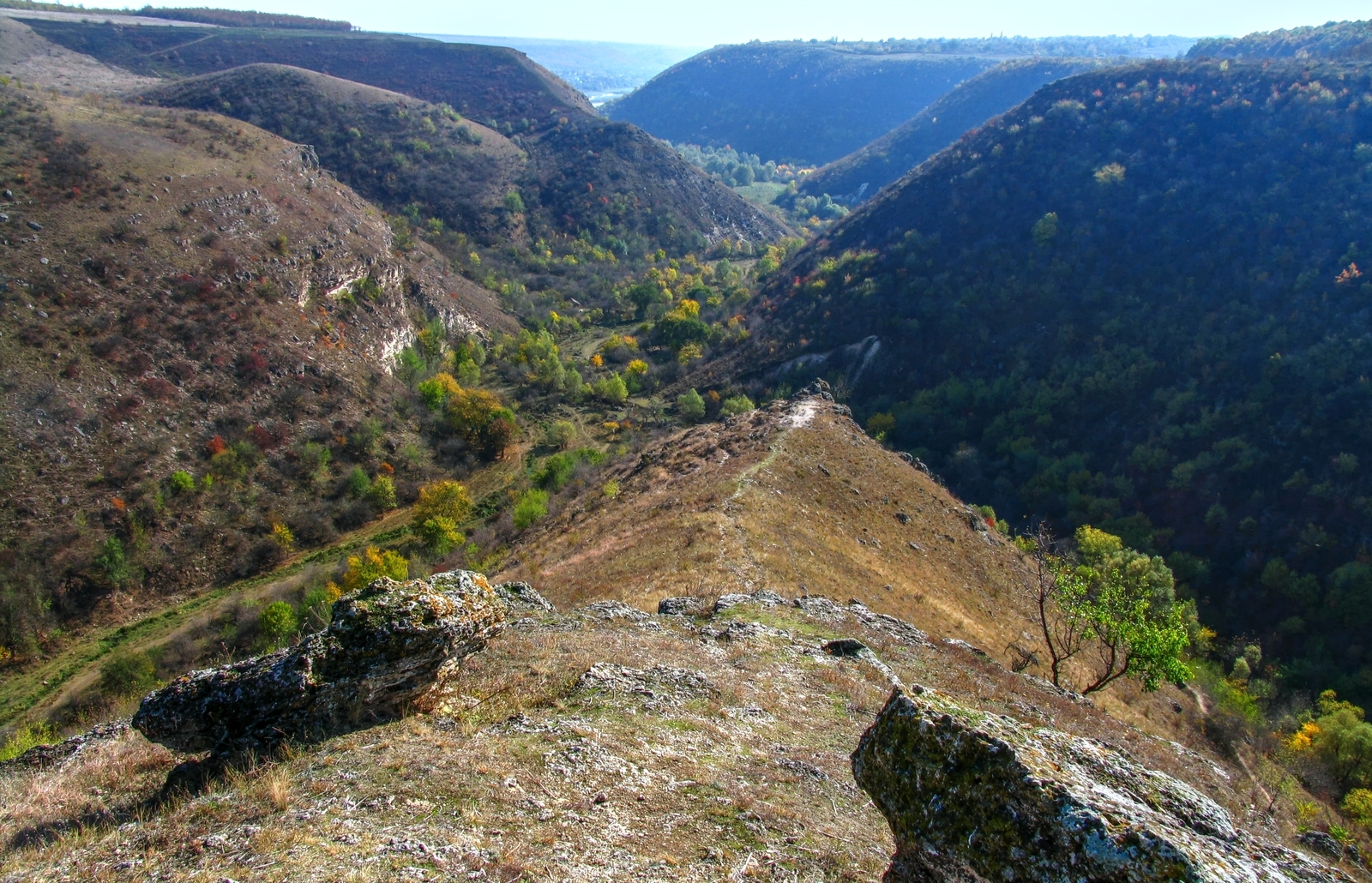
Rezervația peisagistică Țipova
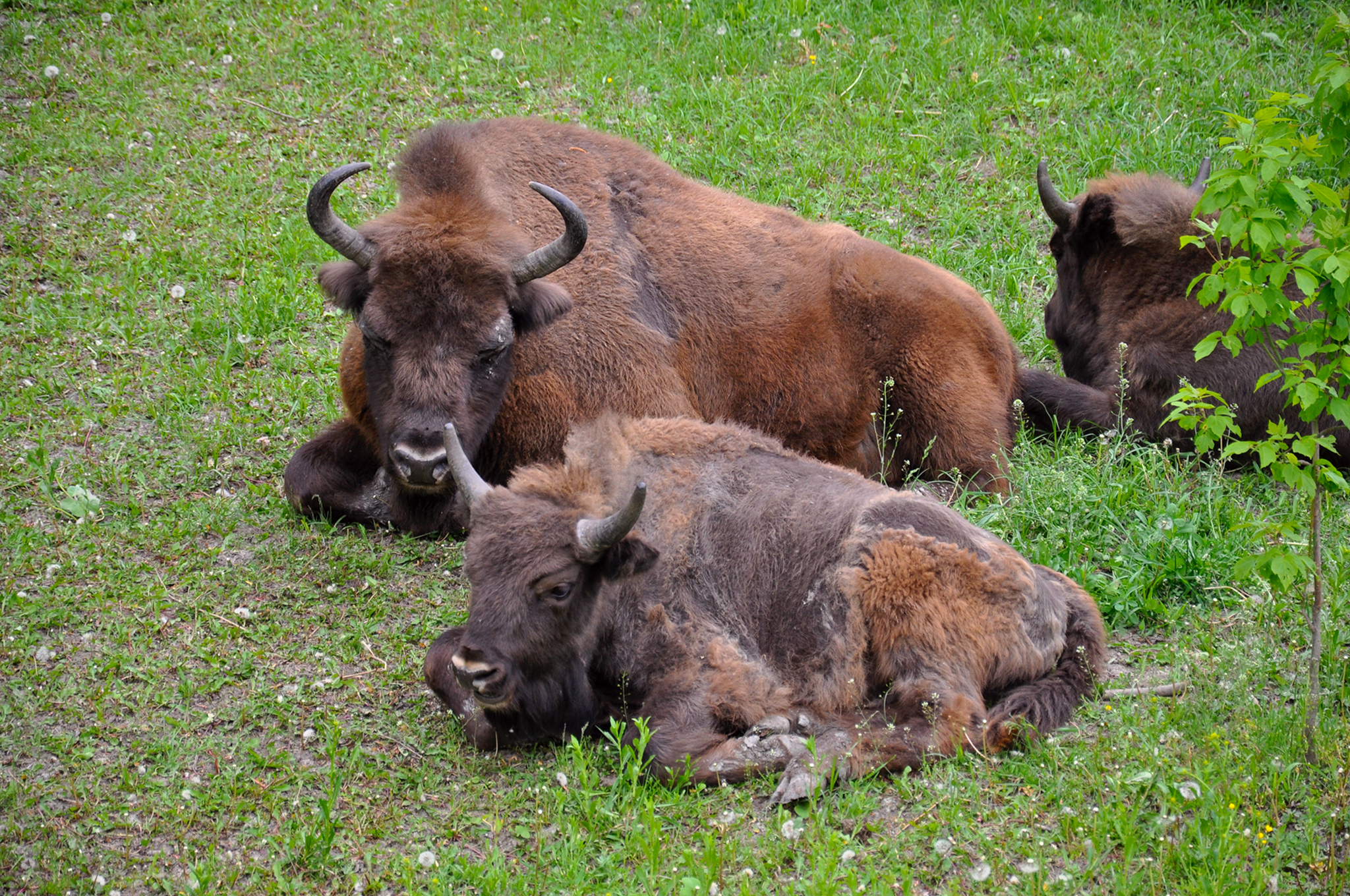
Zimbri în rezervația științifică Pădurea Domnească
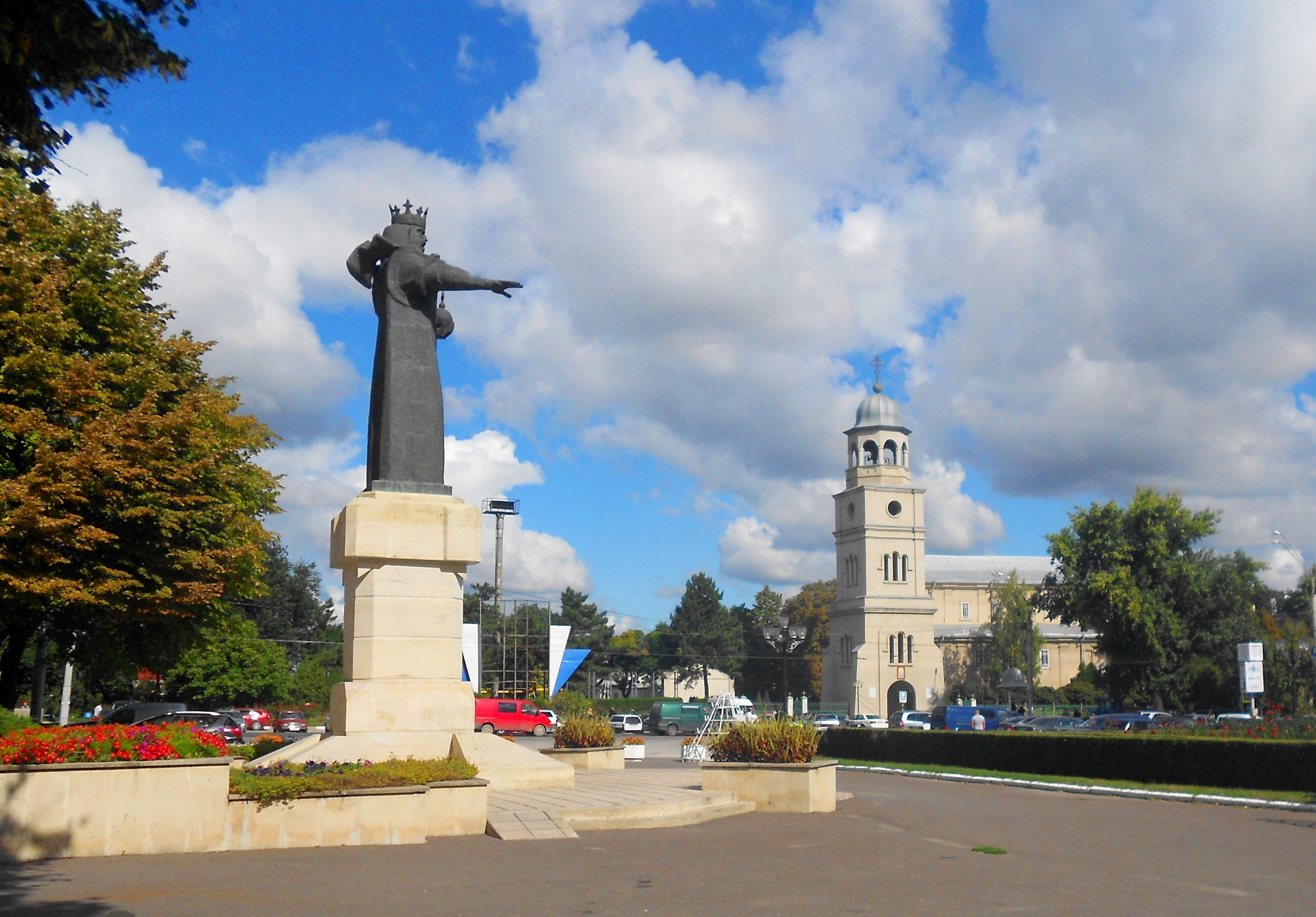
Piața independenței din Bălți
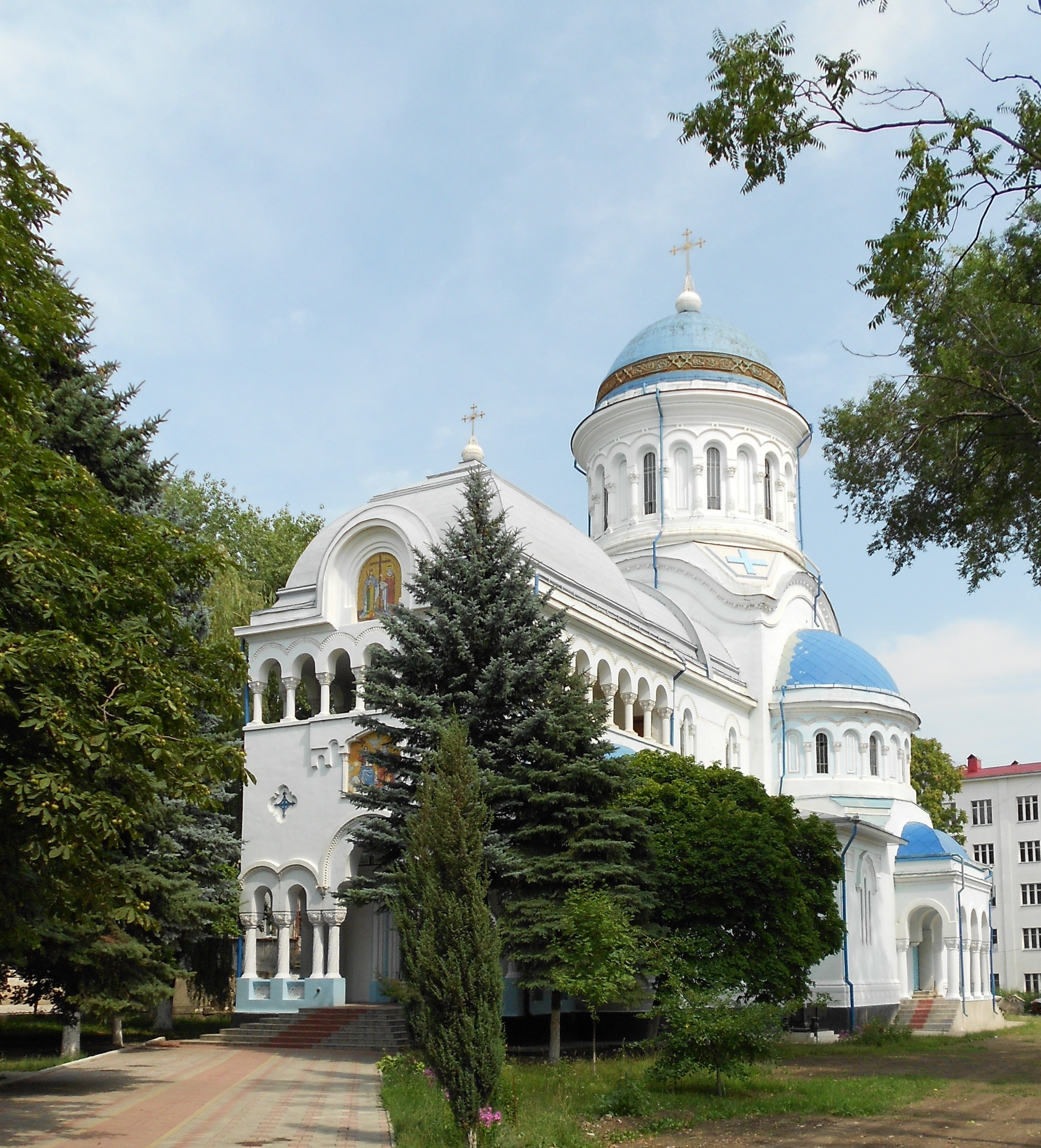
Catedrala "Sfinții Împărați Constantin și Elena" din Bălți
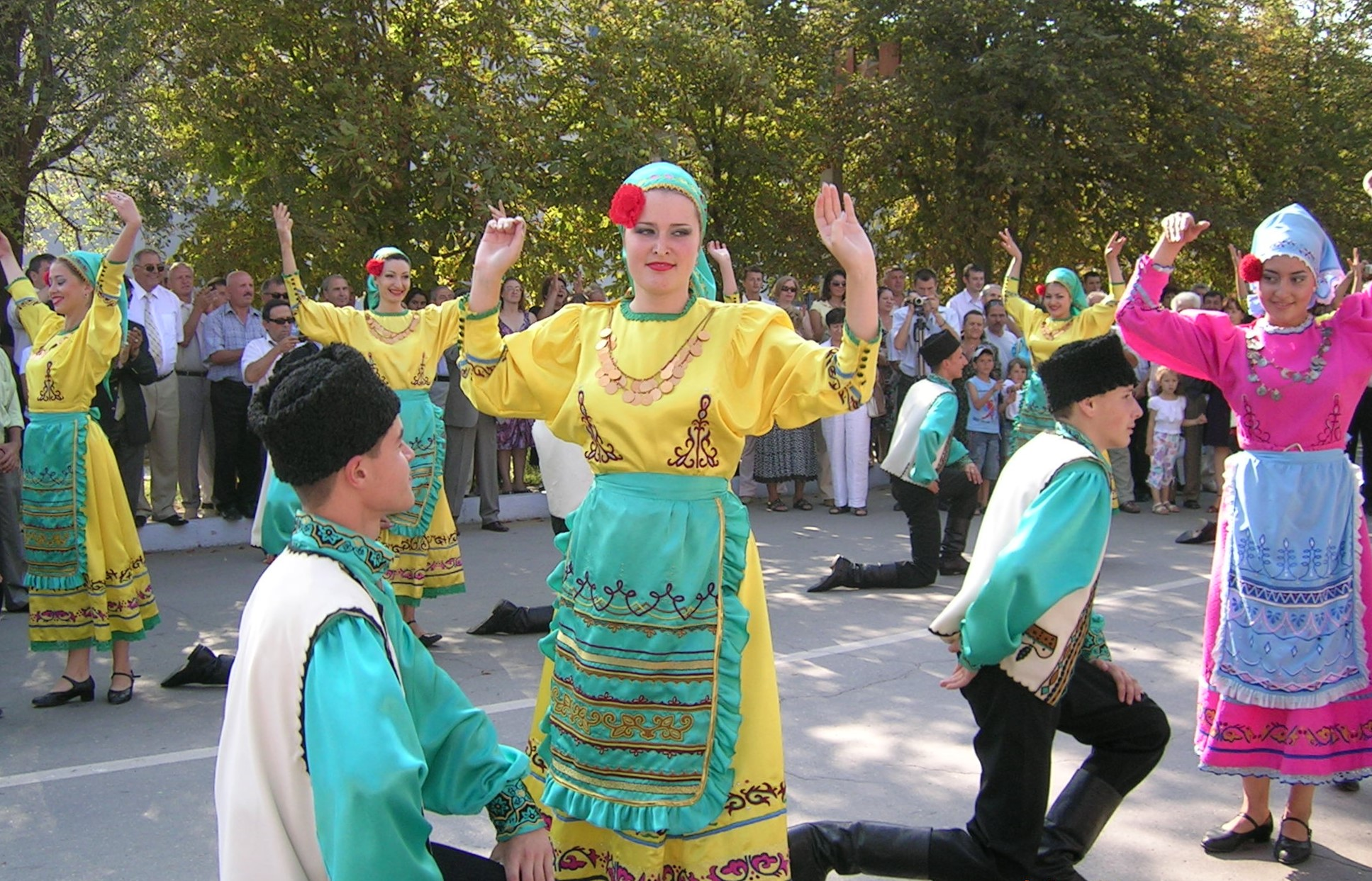
Comrat
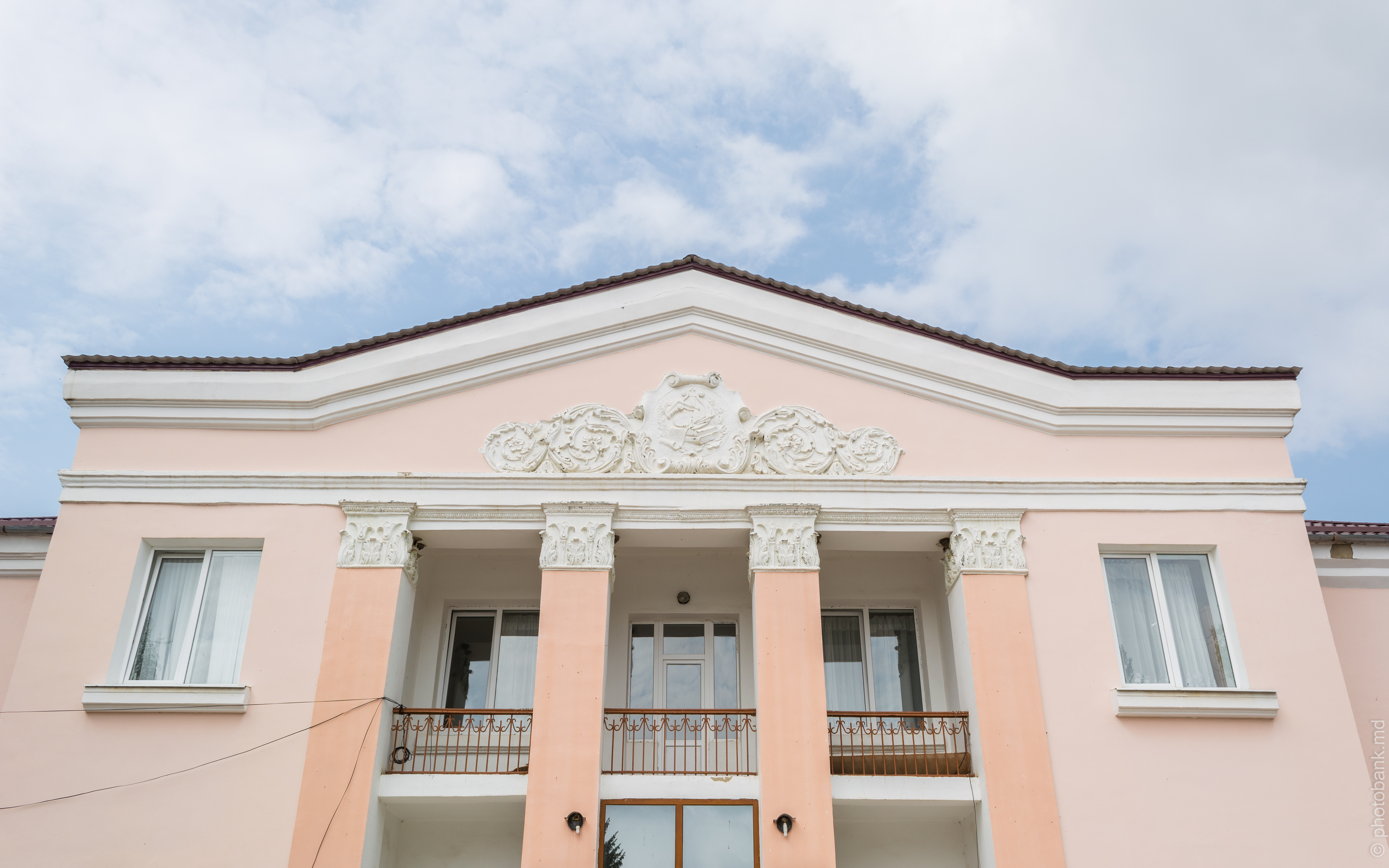
Drochia
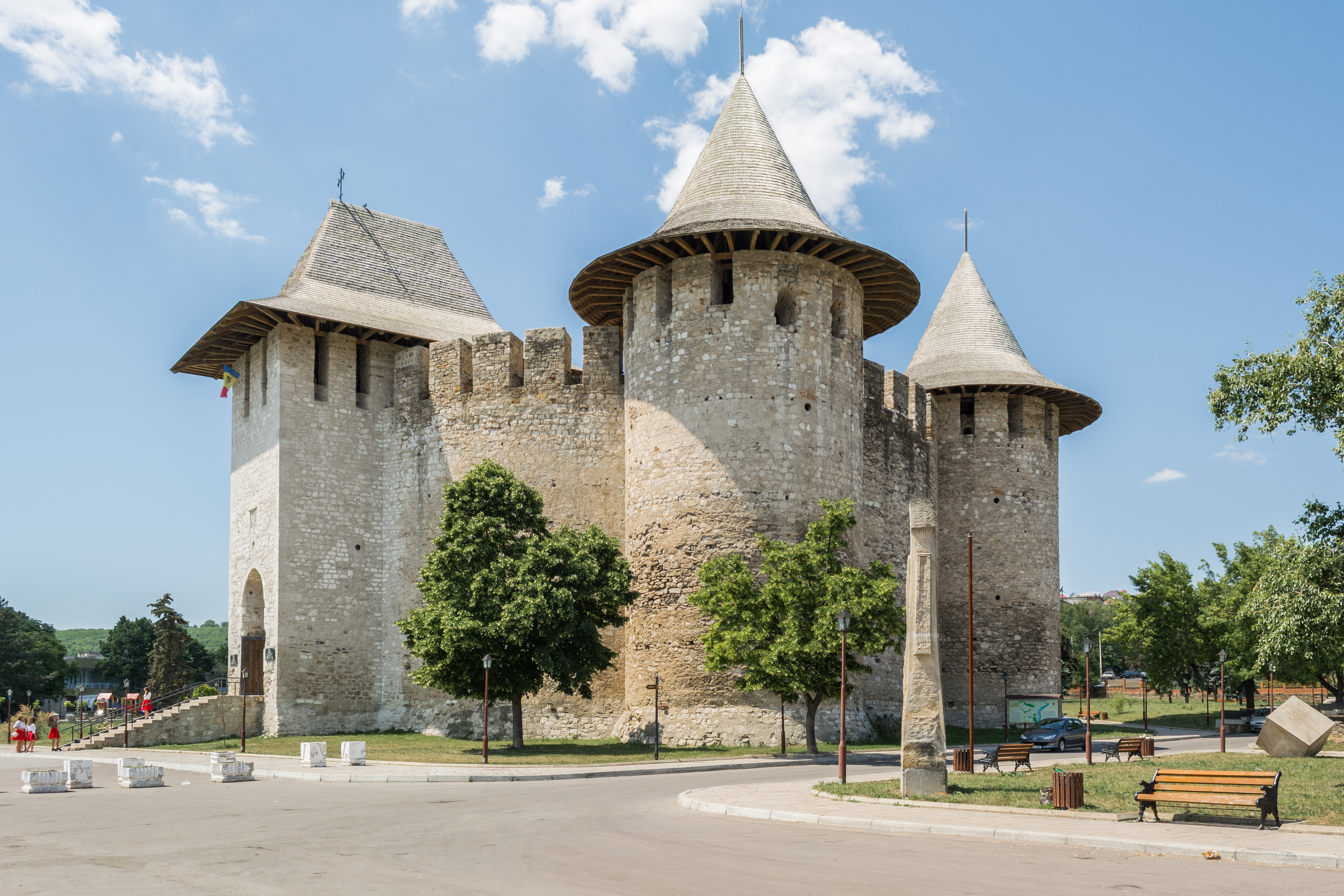
Cetatea Soroca
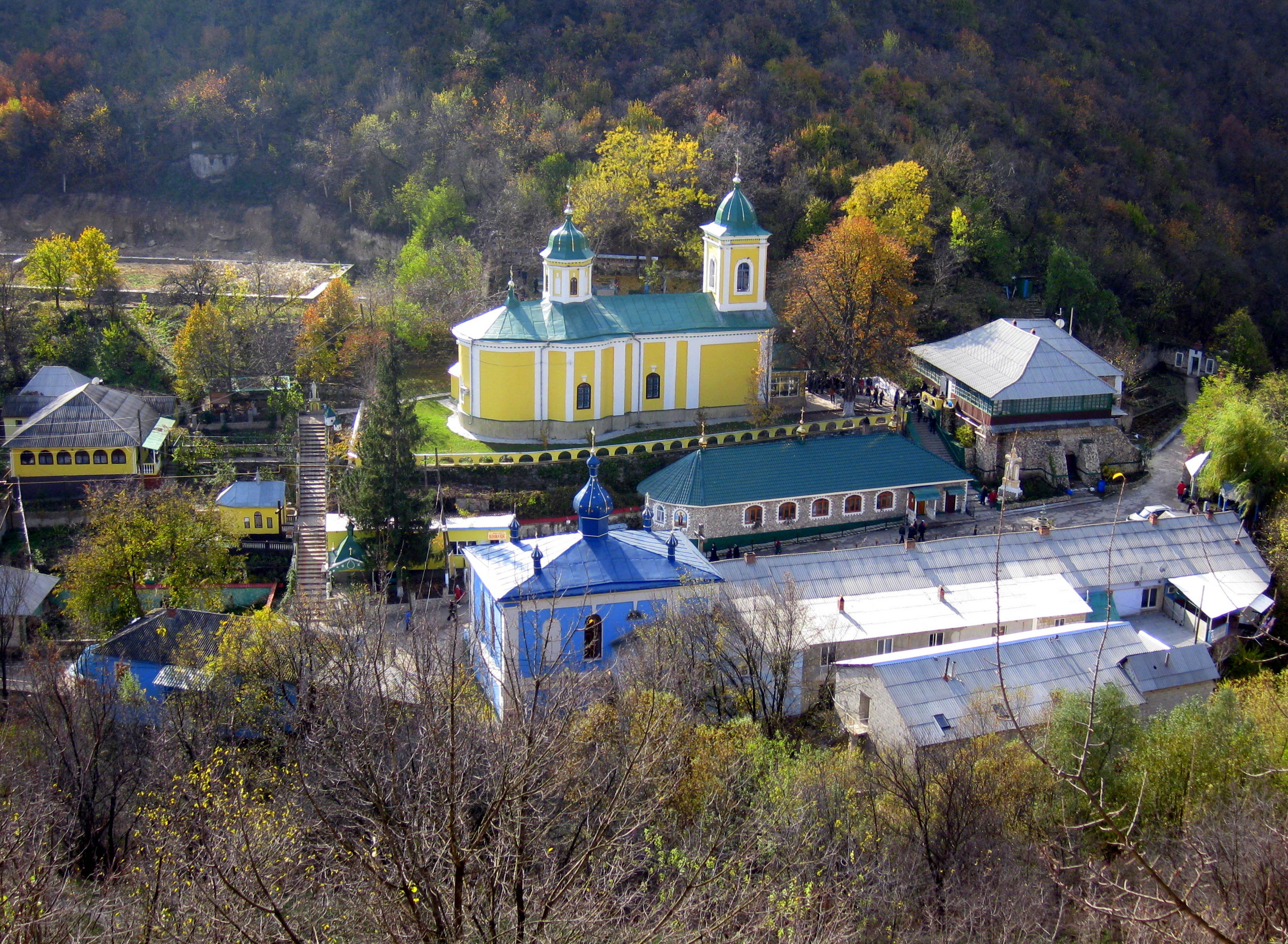
Mănăstirea Saharna situată în defileul omonim
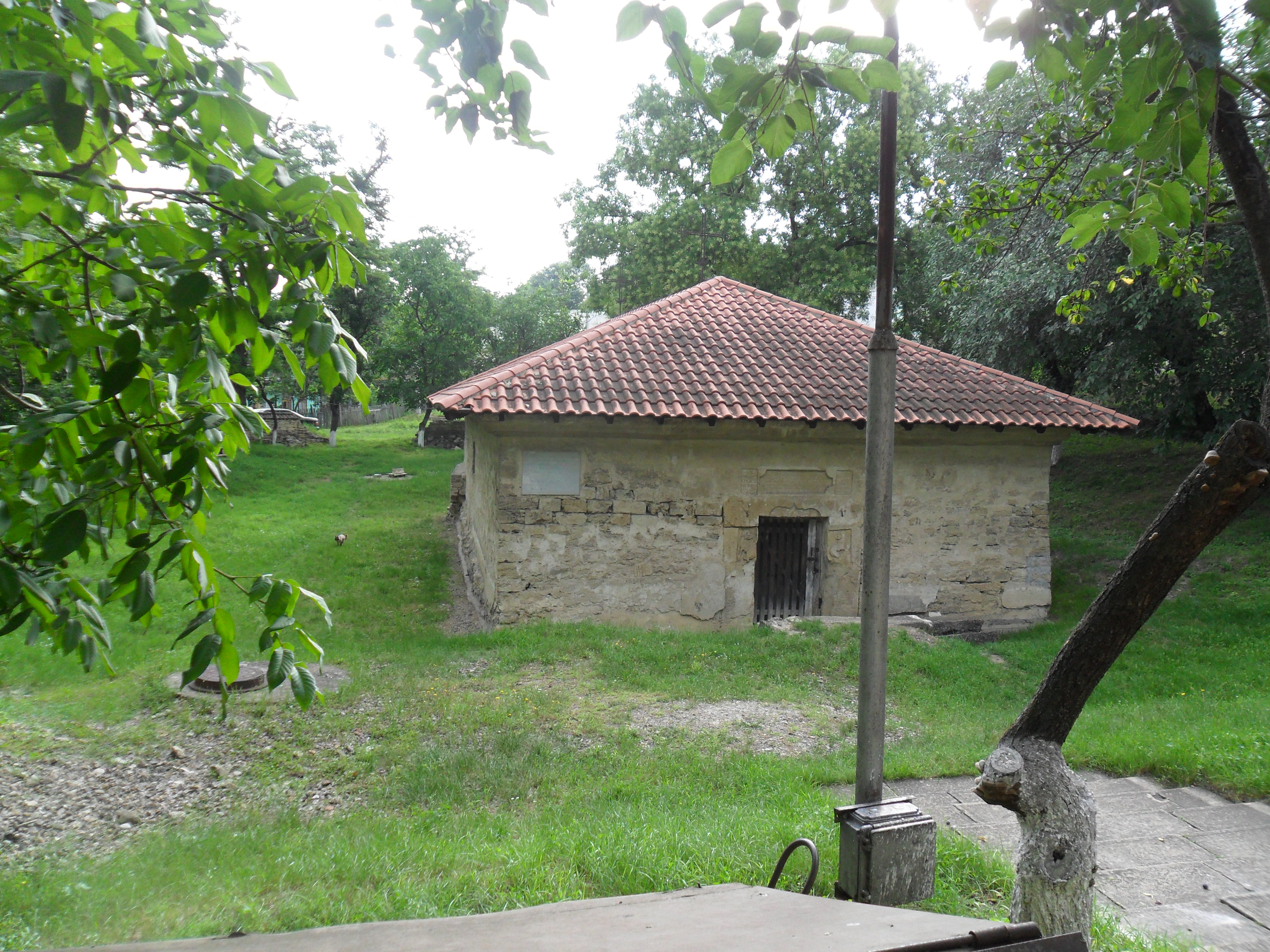
Biserica "Adormirea Maicii Domnului" din Căușeni
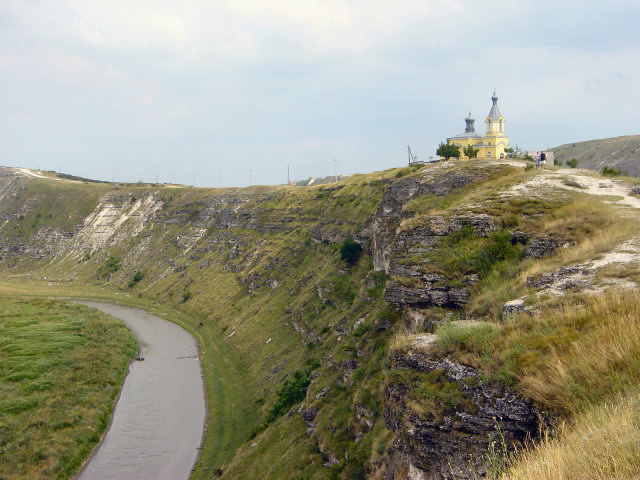
Orheiul Vechi
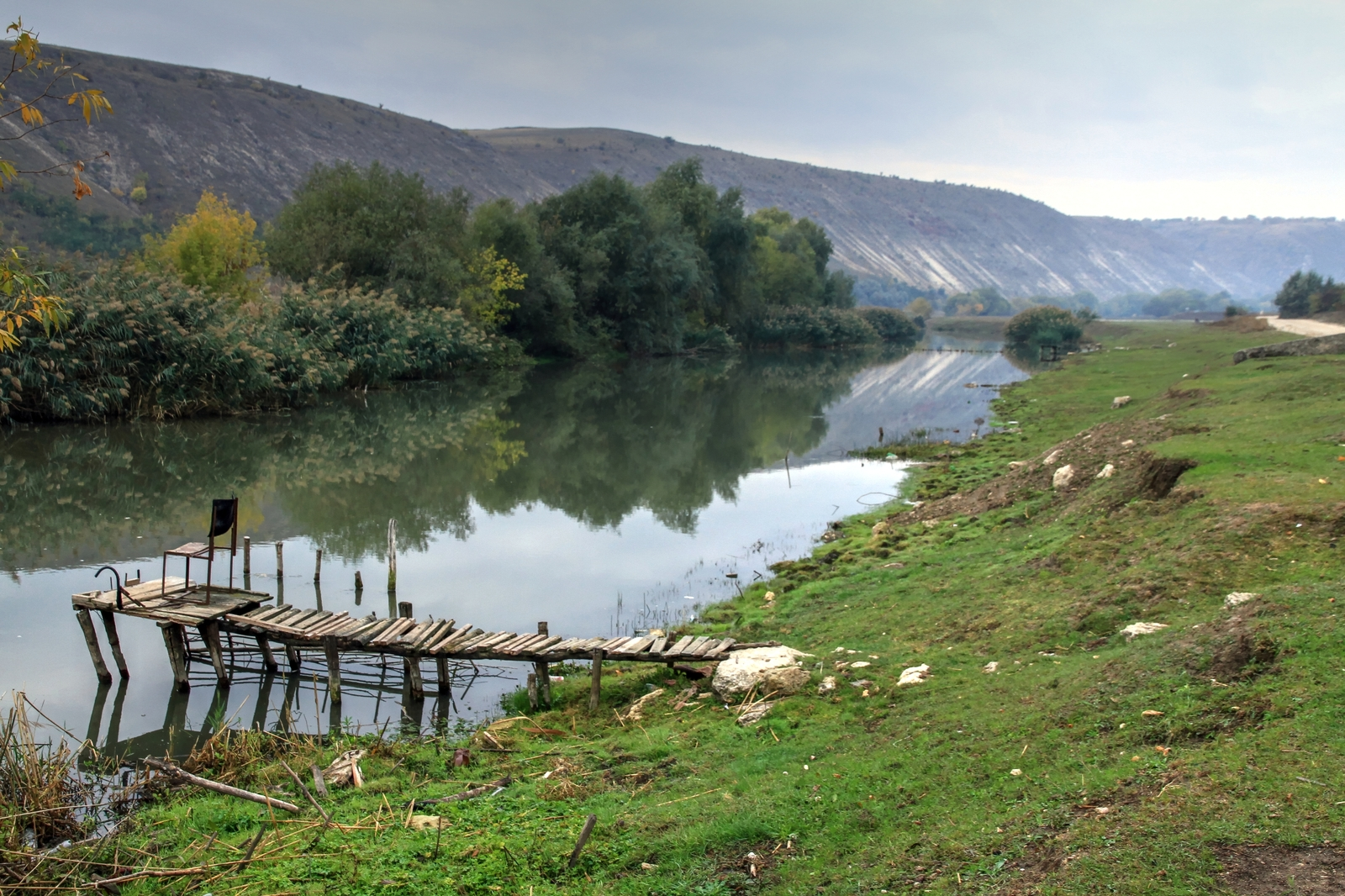
Parcul național Orhei
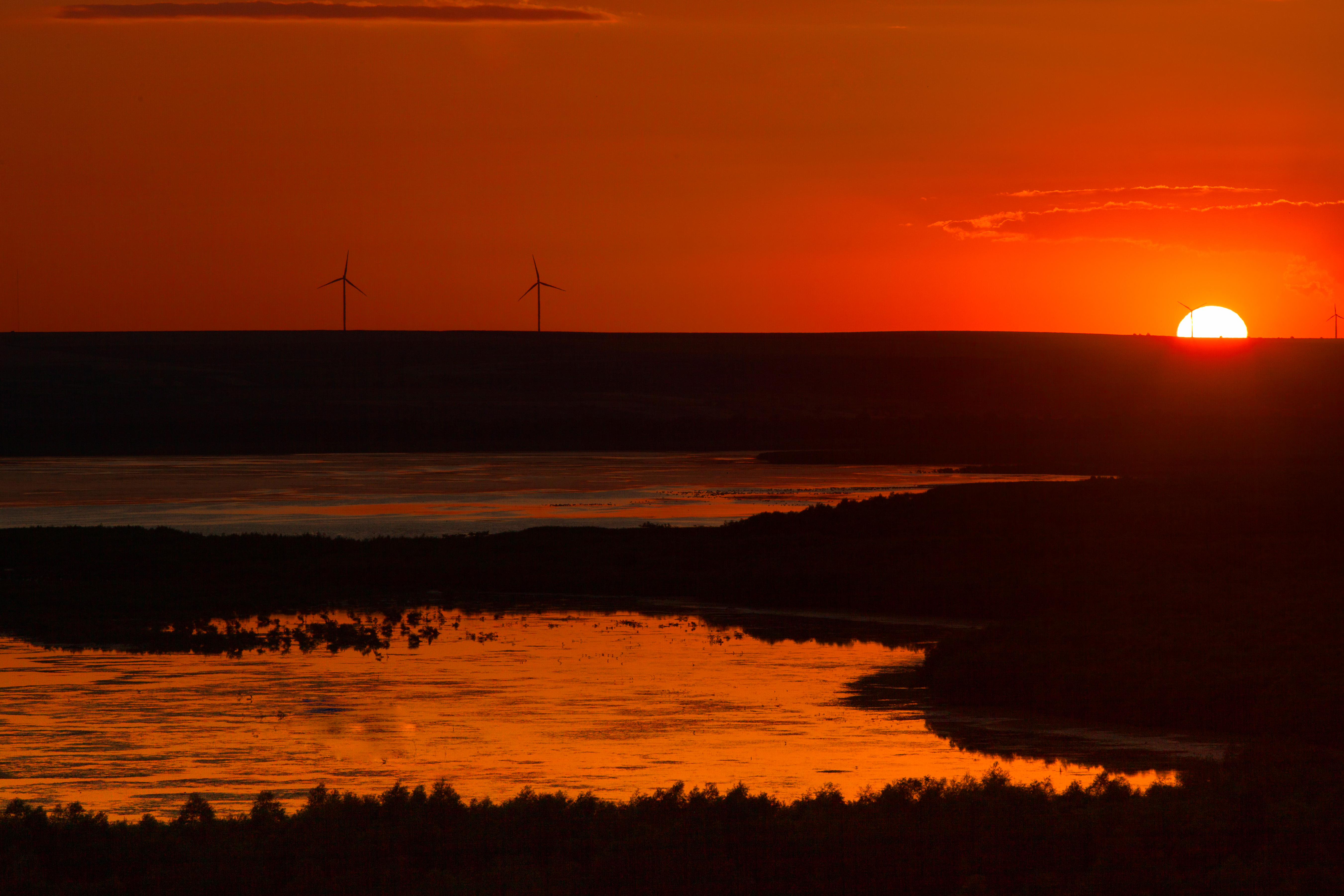
Lacul Beleu, cel mai mare lac natural din țară
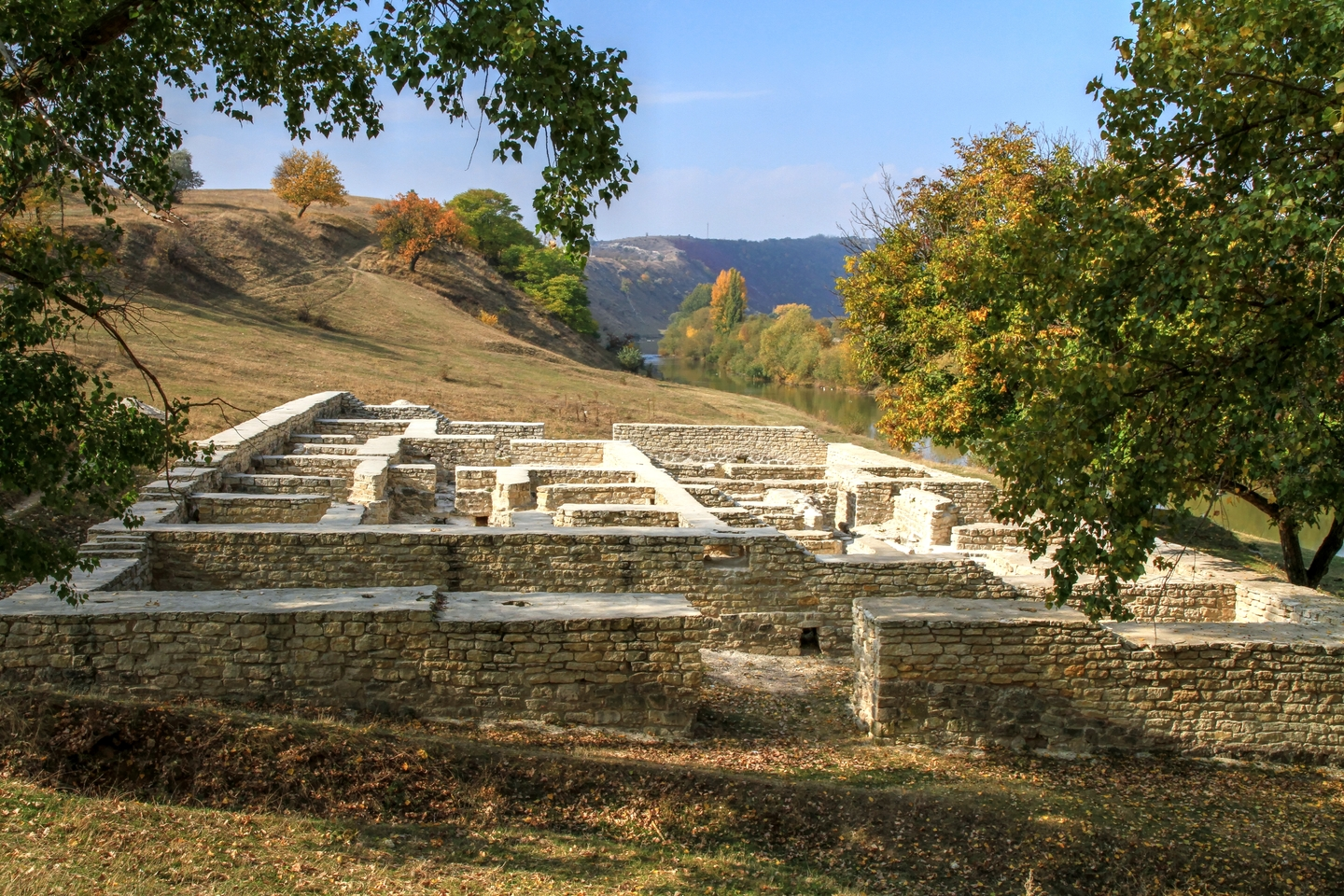
Ruinele orașului tătăresc Șer al-Gedid (secolele XIII→XIV) de la Orheiul Vechi
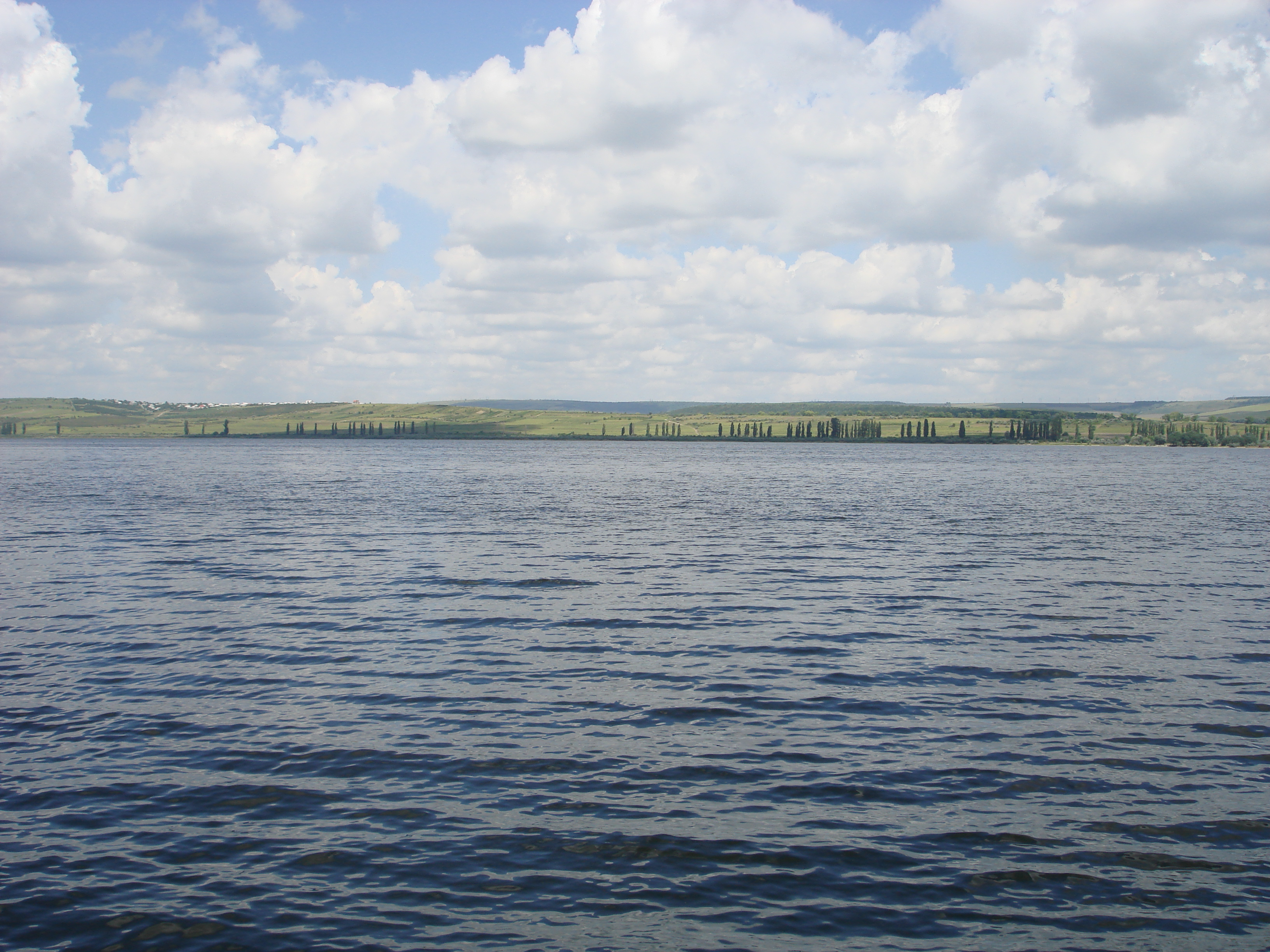
Lacul de acumulare Ghidighici
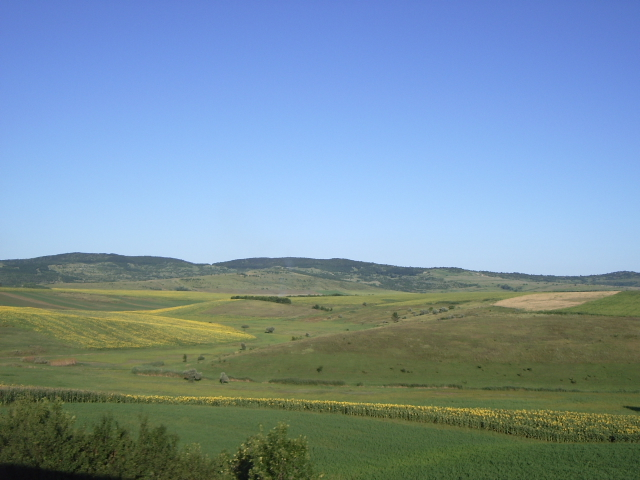
Peisaj tipic
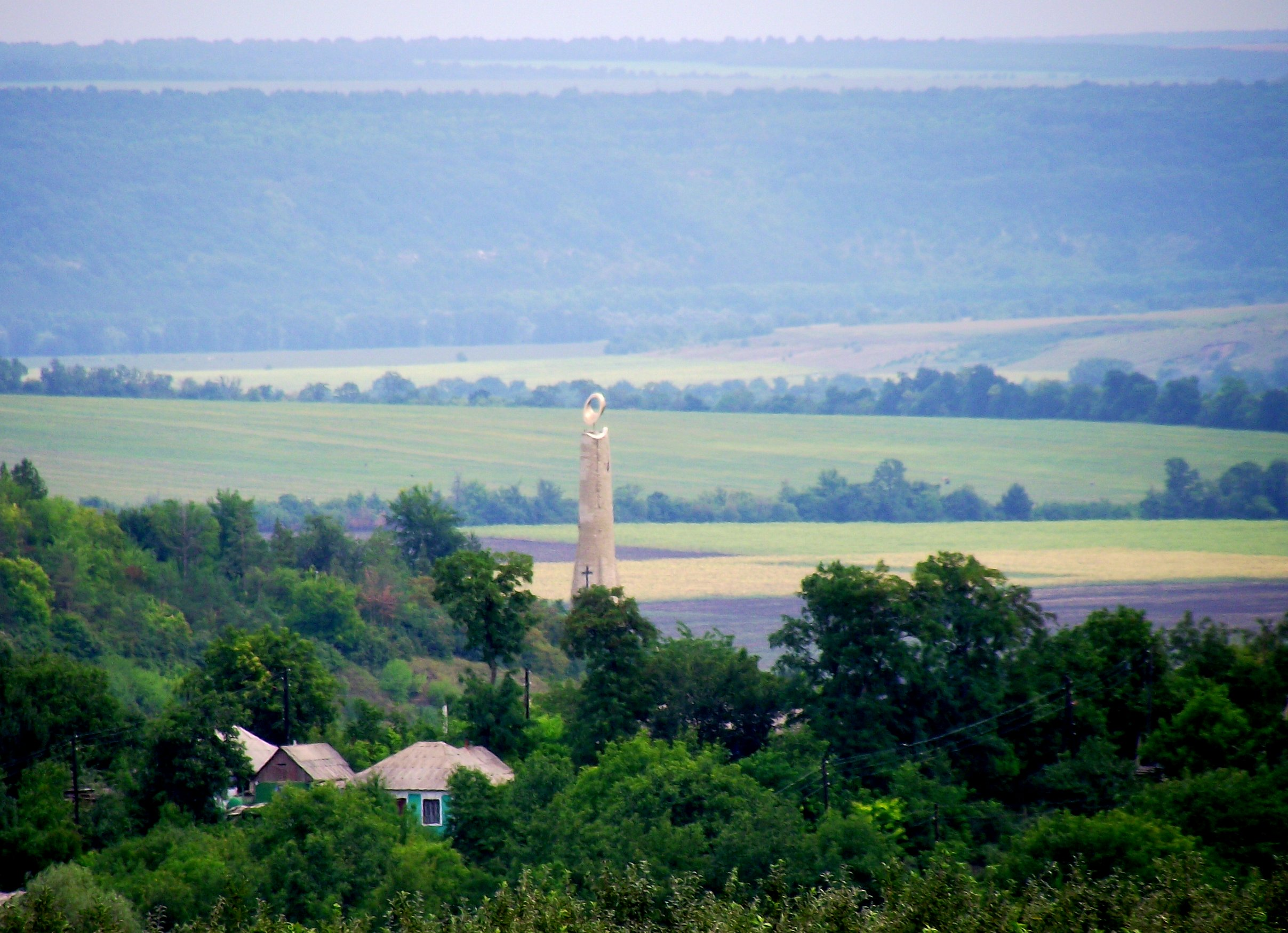
Lumînarea recunoștinței, Soroca
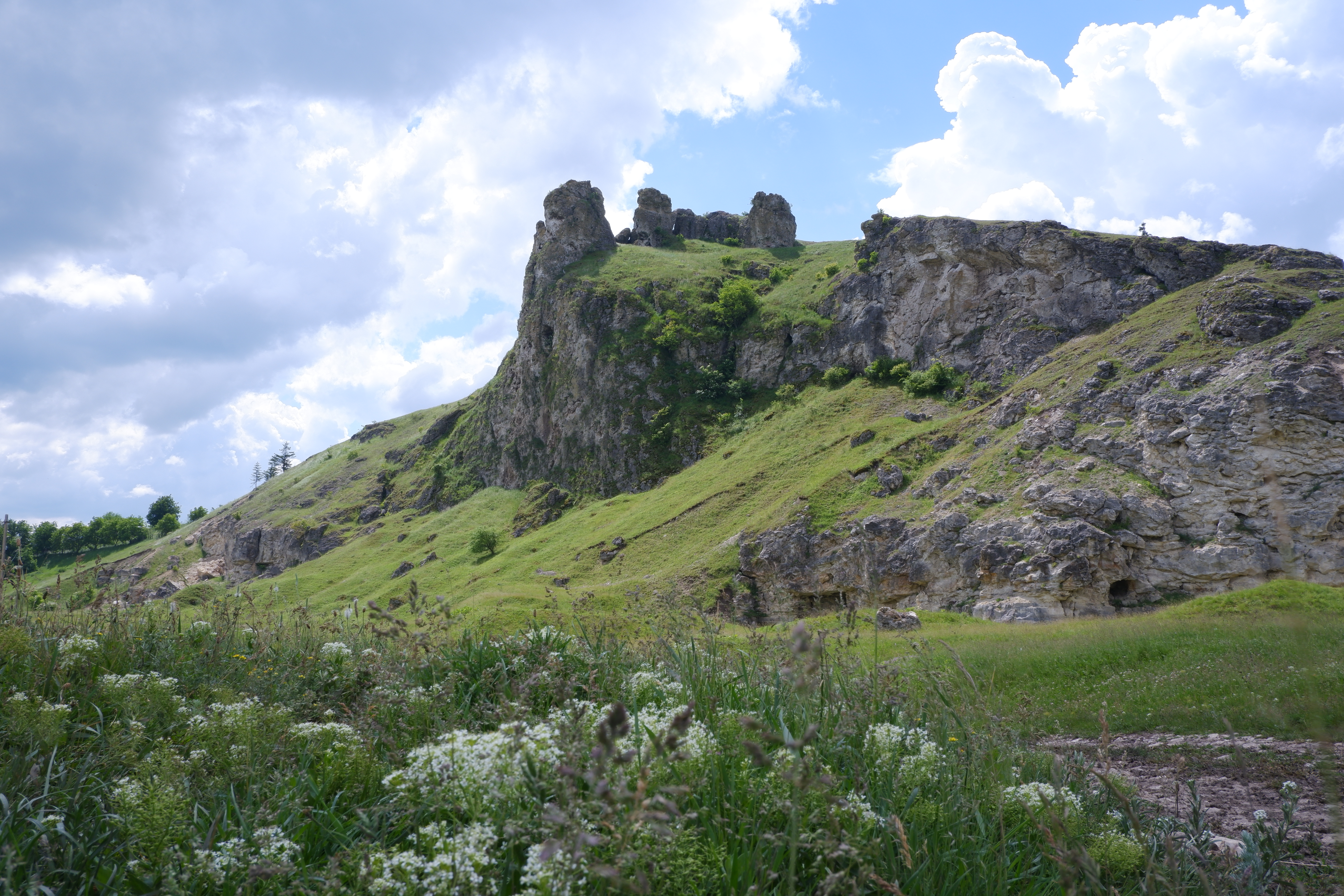
Complexul geologico-paleontologic din bazinul râului Lopatnic
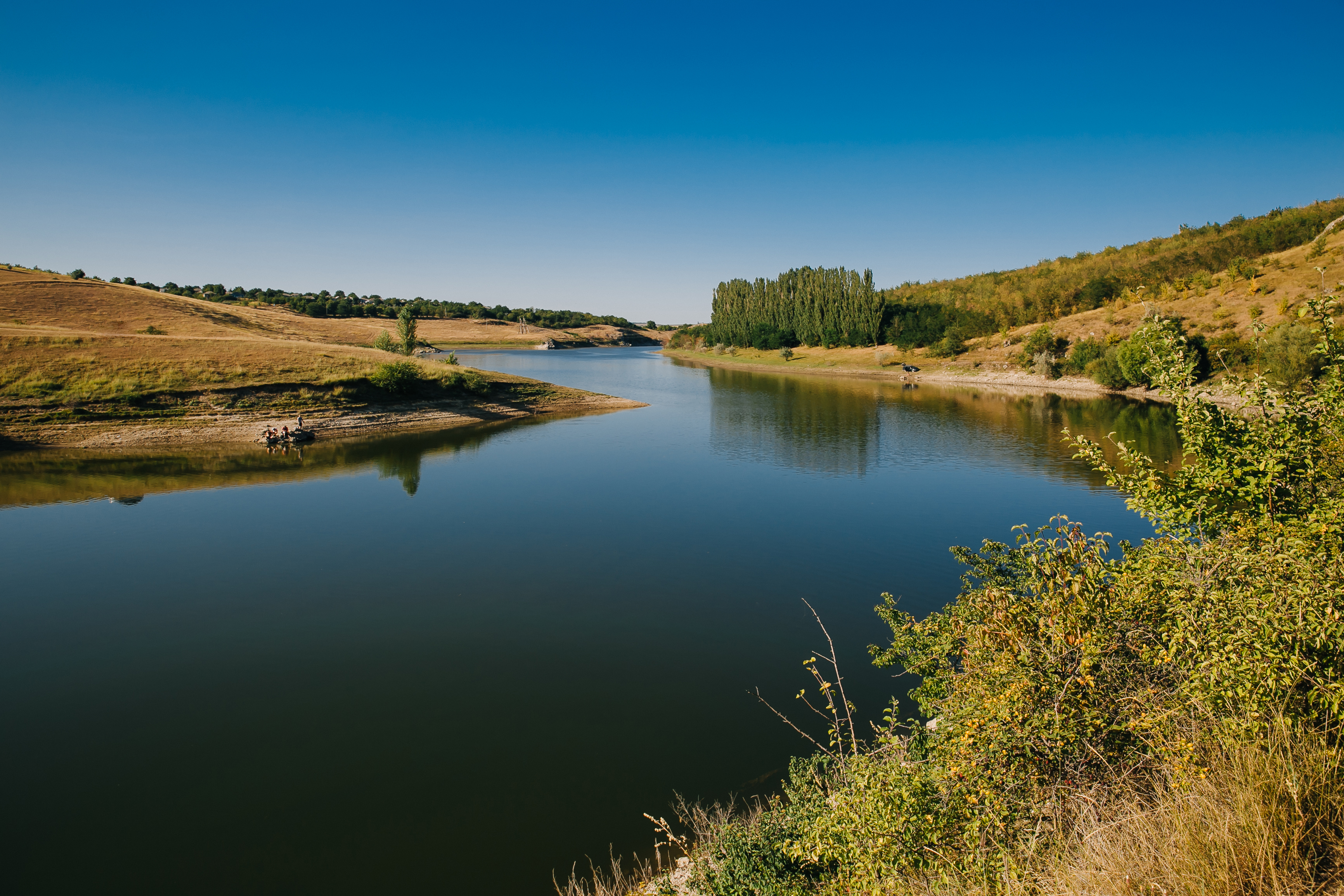
Defileul Văratic
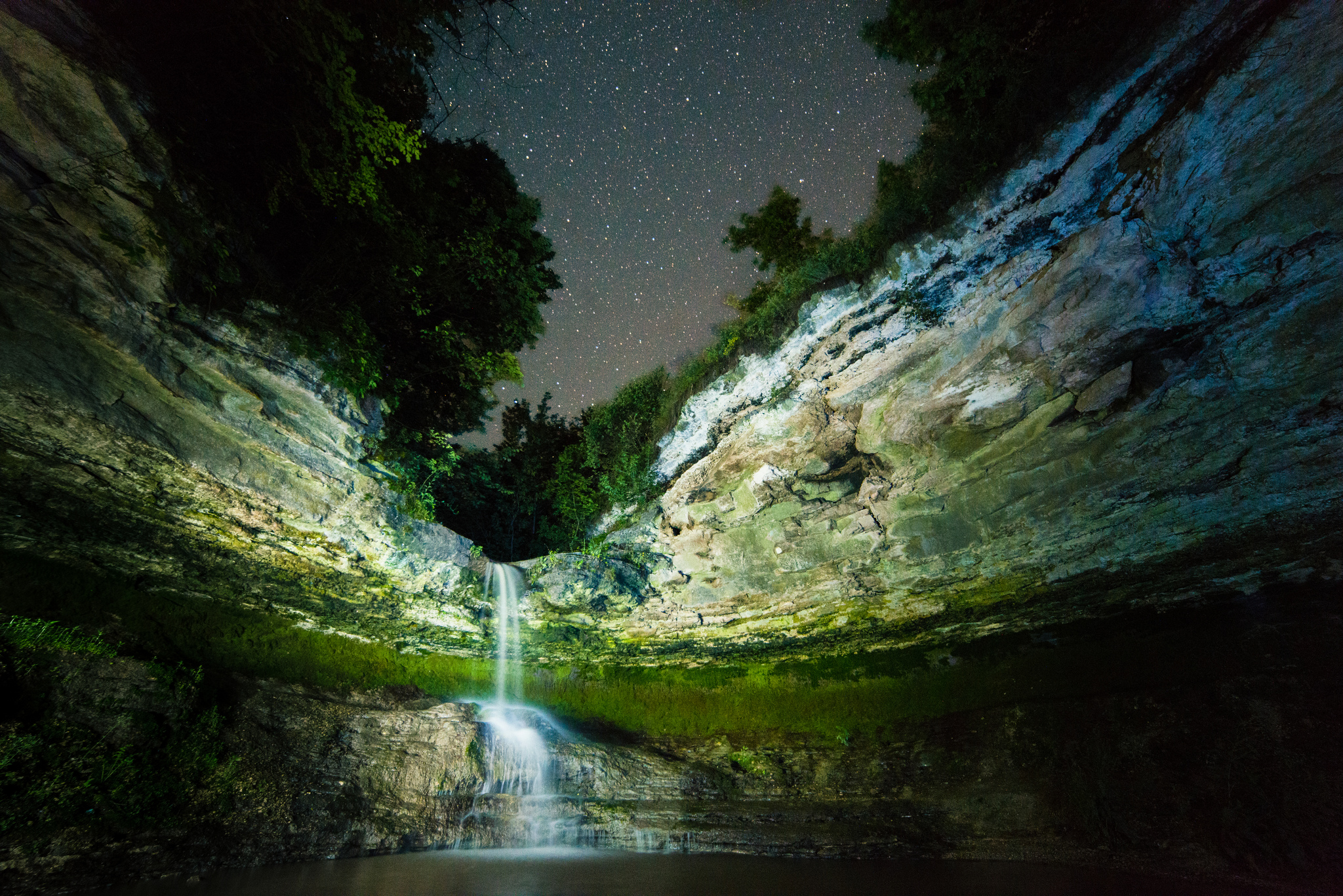
Cascadă în rezervația peisagistică Saharna
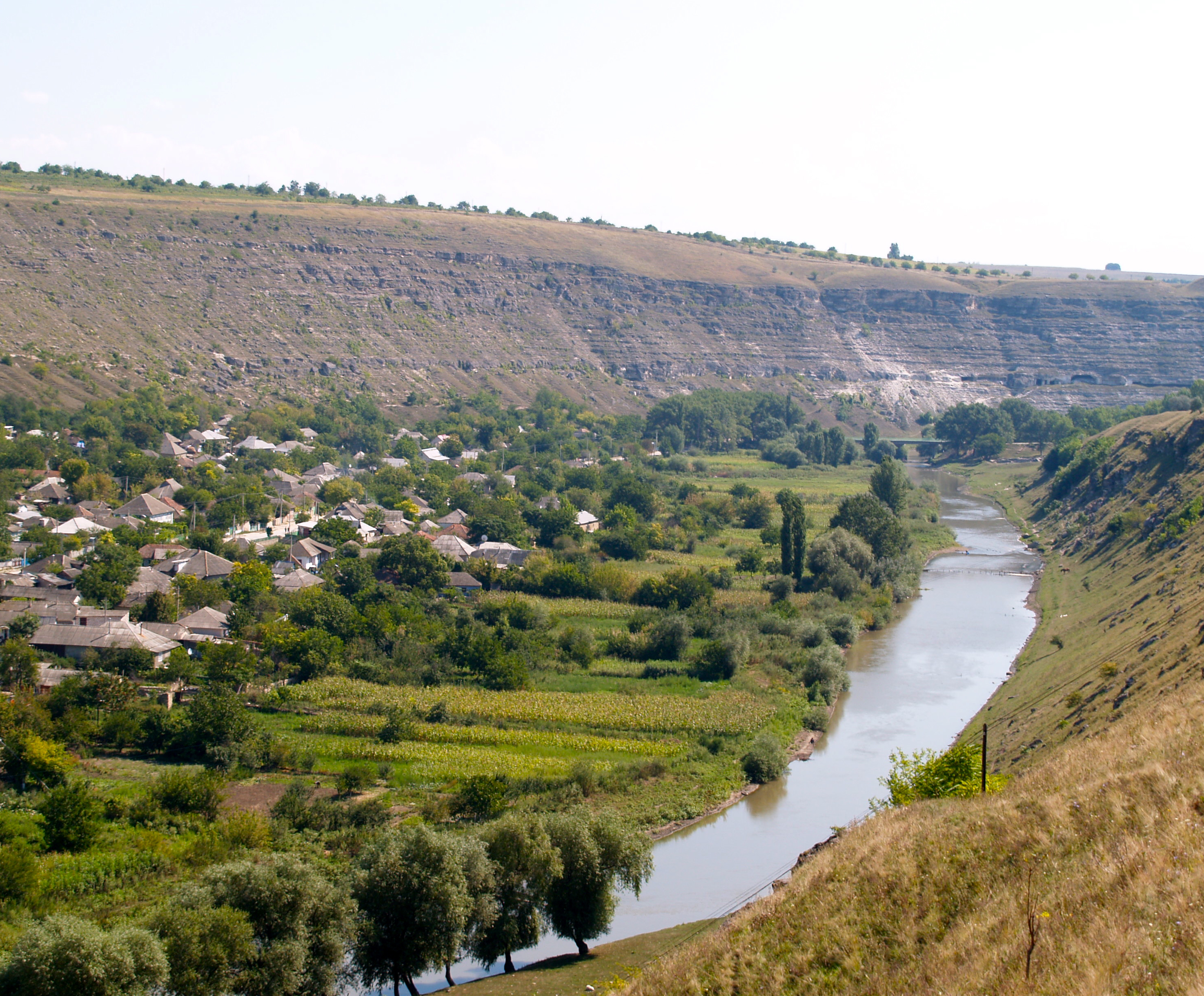
Satul Trebujeni de-a lungul Răutului